# Campionati mondiali di bob

I Campionati mondiali di bob sono una competizione sportiva organizzata dalla Federazione Internazionale di Bob e Skeleton (IBSF) in cui si assegnano i titoli mondiali nelle diverse specialità del bob. Si svolgono con cadenza annua, negli anni non olimpici, dal 1930.
La gara di bob a due venne introdotta nel 1931, ma solo a partire dal 1947 le due gare (bob a due e bob a quattro) si disputarono sulla stessa pista. Il bob a due femminile fece il suo esordio nel 2000 e a partire dal 2004 si ebbe una sede unica per le gare di bob e di skeleton maschili e femminili e la manifestazione prese il nome di FIBT World Championships (ora IBSF World Championships). La gara a squadre miste comprendente atlete e atleti di bob e di skeleton venne introdotta nel 2007 e abolita nel 2019. La disciplina del monobob venne introdotta invece nel 2021 e riservata soltanto alle donne.

## Albo d'oro

### Monobob donne
| Anno | Luogo        | Oro                           | Argento                         | Bronzo                 |
| ---- | ------------ | ----------------------------- | ------------------------------- | ---------------------- |
| 2021 | Altenberg    | Kaillie Humphries Stati Uniti | Stephanie Schneider Germania    | Laura Nolte Germania   |
| 2023 | Sankt Moritz | Laura Nolte Germania          | Kaillie Humphries Stati Uniti   | Lisa Buckwitz Germania |
| 2024 | Winterberg   | Laura Nolte Germania          | Elana Meyers Taylor Stati Uniti | Lisa Buckwitz Germania |

### Bob a due donne
| Anno | Luogo                | Oro                                               | Argento                                          | Bronzo                                        |
| ---- | -------------------- | ------------------------------------------------- | ------------------------------------------------ | --------------------------------------------- |
| 2000 | Winterberg           | Gabriele Kohlisch Kathleen Hering Germania        | Jean Racine Jennifer Davidson Stati Uniti        | Françoise Burdet Katharina Sutter Svizzera    |
| 2001 | Calgary              | Françoise Burdet Katharina Sutter Svizzera        | Jean Racine Jennifer Davidson Stati Uniti        | Susi Erdmann Tanja Hess Germania              |
| 2003 | Winterberg           | Susi Erdmann Annegret Dietrich Germania           | Sandra Prokoff Ulrike Holzner Germania           | Cathleen Martini Yvonne Cernota Germania      |
| 2004 | Schönau am Königssee | Susi Erdmann Kristina Bader Germania              | Sandra Prokoff Anja Schneiderheinze Germania     | Jean Racine Vonetta Flowers Stati Uniti       |
| 2005 | Calgary              | Sandra Kiriasis Anja Schneiderheinze Germania     | Nicola Minichiello Jackie Davies Gran Bretagna   | Shauna Rohbock Valerie Fleming Stati Uniti    |
| 2007 | Sankt Moritz         | Sandra Kiriasis Romy Logsch Germania              | Cathleen Martini Janine Tischer Germania         | Shauna Rohbock Valerie Fleming Stati Uniti    |
| 2008 | Altenberg            | Sandra Kiriasis Romy Logsch Germania              | Cathleen Martini Janine Tischer Germania         | Claudia Schramm Nicole Herschmann Germania    |
| 2009 | Lake Placid          | Nicola Minichiello Gillian Cooke Gran Bretagna    | Shauna Rohbock Elana Meyers Stati Uniti          | Cathleen Martini Janine Tischer Germania      |
| 2011 | Schönau am Königssee | Cathleen Martini Romy Logsch Germania             | Shauna Rohbock Valerie Fleming Stati Uniti       | Kaillie Humphries Heather Moyse Canada        |
| 2012 | Lake Placid          | Kaillie Humphries Jennifer Ciochetti Canada       | Sandra Kiriasis Petra Lammert Germania           | Elana Meyers Katie Eberling Stati Uniti       |
| 2013 | Sankt Moritz         | Kaillie Humphries Chelsea Valois Canada           | Elana Meyers Katie Eberling Stati Uniti          | Sandra Kiriasis Franziska Bertels Germania    |
| 2015 | Winterberg           | Elana Meyers-Taylor Cherrelle Garrett Stati Uniti | Anja Schneiderheinze Annika Drazek Germania      | Cathleen Martini Stephanie Schneider Germania |
| 2016 | Igls                 | Anja Schneiderheinze Annika Drazek Germania       | Kaillie Humphries Melissa Lotholz Canada         | Elana Meyers-Taylor Lauren Gibbs Stati Uniti  |
| 2017 | Schönau am Königssee | Elana Meyers-Taylor Kehri Jones Stati Uniti       | Kaillie Humphries Melissa Lotholz Canada         | Jamie Greubel-Poser Aja Evans Stati Uniti     |
| 2019 | Whistler             | Mariama Jamanka Annika Drazek Germania            | Stephanie Schneider Ann-Christin Strack Germania | Christine de Bruin Kristen Bujnowski Canada   |
| 2020 | Altenberg            | Kaillie Humphries Lauren Gibbs Stati Uniti        | Kim Kalicki Kira Lipperheide Germania            | Christine de Bruin Kristen Bujnowski Canada   |
| 2021 | Altenberg            | Kaillie Humphries Lolo Jones Stati Uniti          | Kim Kalicki Ann-Christin Strack Germania         | Laura Nolte Deborah Levi Germania             |
| 2023 | Sankt Moritz         | Kim Kalicki Leonie Fiebig Germania                | Lisa Buckwitz Kira Lipperheide Germania          | Kaillie Humphries Kaysha Love Stati Uniti     |
| 2024 | Winterberg           | Lisa Buckwitz Vanessa Mark Germania               | Laura Nolte Deborah Levi Germania                | Kim Kalicki Leonie Fiebig Germania            |

### Bob a due uomini
| Anno | Luogo                  | Oro                                                     | Argento                                                                                  | Bronzo                                            |
| ---- | ---------------------- | ------------------------------------------------------- | ---------------------------------------------------------------------------------------- | ------------------------------------------------- |
| 1931 | Oberhof                | Hanns Kilian Sebastian Huber Germania                   | Bibo Fischer Gemmer Germania                                                             | Heinz Volkmer Anton Kaltenberger Austria          |
| 1933 | Schreiberhau           | Alexandru Papană Dumitru Hubert Romania                 | Brüme Heinzel Cecoslovacchia                                                             | Fritz Grau Albert Brehme Germania                 |
| 1934 | Engelberg              | Alexandru Frim Vasile Dumitrescu Romania                | Hermann von Mumm Fritz Schwarz Germania                                                  | Alexandru Papană Dumitru Hubert Romania           |
| 1935 | Igls                   | Reto Capadrutt Emil Diener Svizzera                     | Josef Lanzendörfer Karel Růžička Cecoslovacchia                                          | Marchese Sforza Brivio Carlo Solveni Italia       |
| 1937 | Cortina d'Ampezzo      | Frederick McEvoy Byran Black Gran Bretagna              | Uberto Gillarduzzi Antonio Gillarduzzi Italia                                            | Reto Capadrutt Hans Aichele Svizzera              |
| 1938 | Sankt Moritz           | Bibo Fischer Rolf Thielecke Germania                    | Frederick McEvoy Charles Green Gran Bretagna                                             | Fritz Feierabend Joseph Beerli Svizzera           |
| 1939 | Sankt Moritz           | René Lunden Jeans Coops Belgio                          | Bibo Fischer Rolf Thielecke Germania                                                     | Hanns Kilian Schletter Germania                   |
| 1947 | Sankt Moritz           | Fritz Feierabend Stephan Waser Svizzera                 | Felix Endrich Fritz Waller Svizzera                                                      | Max Houben Jacques Mouvet Belgio                  |
| 1949 | Lake Placid            | Felix Endrich Fritz Waller Svizzera                     | Fritz Feierabend Heinrich Angst Svizzera                                                 | Fred Fortune John McDonald Stati Uniti            |
| 1950 | Cortina d'Ampezzo      | Fritz Feierabend Stephan Waser Svizzera                 | Stanley Benham Patrick Martin Stati Uniti                                                | Fred Fortune William D'Amico Stati Uniti          |
| 1951 | Alpe d'Huez            | Anderl Ostler Lorenz Nieberl Germania Ovest             | Stanley Benham Patrick Martin Stati Uniti                                                | Felix Endrich Werner Spring Svizzera              |
| 1953 | Garmisch-Partenkirchen | Felix Endrich Fritz Stöckli Svizzera                    | Anderl Ostler Franz Kemser Germania Ovest                                                | Theo Kitt Lorenz Nieberl Germania Ovest           |
| 1954 | Cortina d'Ampezzo      | Guglielmo Scheibmeier Andrea Zambelli Italia            | Italo Petrelli Luigi Figoli Italia                                                       | Stanley Benham James Bickford Stati Uniti         |
| 1955 | Sankt Moritz           | Fritz Feierabend Harry Warburton Svizzera               | Paul Aste Josef Isser Austria                                                            | Franz Kapus Heinrich Angst Svizzera               |
| 1957 | Sankt Moritz           | Eugenio Monti Renzo Alverà Italia                       | Arthur Tyler Thomas Butler                                                               | Alfonso de Portago Luis Nuñoz Spagna              |
| 1958 | Garmisch-Partenkirchen | Eugenio Monti Renzo Alverà Italia                       | Sergio Zardini Sergio Siorpaes Italia                                                    | Paul Aste Heinrich Isser Austria                  |
| 1959 | Sankt Moritz           | Eugenio Monti Renzo Alverà Italia                       | Sergio Zardini Luciano Alberti Italia                                                    | Arthur Tyler Thomas Butler                        |
| 1960 | Cortina d'Ampezzo      | Eugenio Monti Renzo Alverà Italia                       | Franz Schelle Otto Göbl Germania Ovest                                                   | Sergio Zardini Luciano Alberti Italia             |
| 1961 | Lake Placid            | Eugenio Monti Sergio Siorpaes Italia                    | Gary Sheffield Jerry Tennant Stati Uniti                                                 | Sergio Zardini Romano Bonagura Italia             |
| 1962 | Garmisch-Partenkirchen | Rinaldo Ruatti Enrico De Lorenzo Italia                 | Sergio Zardini Romano Bonagura Italia                                                    | Hans Maurer Adolf Wörmann Germania Ovest          |
| 1963 | Igls                   | Eugenio Monti Sergio Siorpaes Italia                    | Sergio Zardini Romano Bonagura Italia                                                    | Anthony Nash Robin Dixon Gran Bretagna            |
| 1965 | Sankt Moritz           | Anthony Nash Robin Dixon Gran Bretagna                  | Rinaldo Ruatti Enrico De Lorenzo Italia                                                  | Vic Emery Michael Young Canada                    |
| 1966 | Cortina d'Ampezzo      | Eugenio Monti Sergio Siorpaes Italia                    | Gianfranco Gaspari Leonardo Cavallini Italia                                             | Anthony Nash Robin Dixon Gran Bretagna            |
| 1967 | Alpe d'Huez            | Erwin Thaler Reinhold Durnthaler Austria                | Nevio De Zordo Edoardo De Martin Italia                                                  | Howard Clifton James Crall Stati Uniti            |
| 1969 | Lake Placid            | Nevio De Zordo Adriano Frassinelli Italia               | Ion Panțuru Dumitru Focșeneanu Romania                                                   | Gianfranco Gaspari Mario Armano Italia            |
| 1970 | Sankt Moritz           | Horst Floth Pepi Bader Germania Ovest                   | Wolfgang Zimmerer Peter Utzschneider Germania Ovest                                      | Gion Caviezel Hans Candrian Svizzera              |
| 1971 | Cervinia               | Gianfranco Gaspari Mario Armano Italia                  | Enzo Vicario Corrado Dal Fabbro Italia                                                   | Herbert Gruber Josef Oberhauser Austria           |
| 1973 | Lake Placid            | Wolfgang Zimmerer Peter Utzschneider Germania Ovest     | Hans Candrian Heinz Schenker Svizzera                                                    | Ion Panțuru Dumitru Focșeneanu Romania            |
| 1974 | Sankt Moritz           | Wolfgang Zimmerer Peter Utzschneider Germania Ovest     | Georg Heibl Fritz Ohlwärter Germania Ovest                                               | Fritz Lüdi Karl Häseli Svizzera                   |
| 1975 | Cervinia               | Giorgio Alverà Franco Perruquet Italia                  | Georg Heibl Fritz Ohlwärter Germania Ovest                                               | Fritz Lüdi Karl Häseli Svizzera                   |
| 1977 | Sankt Moritz           | Hans Hiltebrand Heinz Meier Svizzera                    | Fritz Lüdi Hansjörg Trachsel Svizzera                                                    | Stefan Gaisreiter Manfred Schumann Germania Ovest |
| 1978 | Lake Placid            | Erich Schärer Josef Benz Svizzera                       | Meinhard Nehmer Raimund Bethge Germania Est                                              | Jakob Resch Walter Barfuss Germania Ovest         |
| 1979 | Schönau am Königssee   | Erich Schärer Josef Benz Svizzera                       | Stefan Gaisreiter Manfred Schumann Fritz Ohlwärter Germania Ovest                        | Toni Mangold Stefan Späte Germania Ovest          |
| 1981 | Cortina d'Ampezzo      | Bernhard Germeshausen Hans-Jürgen Gerhardt Germania Est | Horst Schönau Andreas Kirchner Germania Est                                              | Erich Schärer Josef Benz Svizzera                 |
| 1982 | Sankt Moritz           | Erich Schärer Max Rüegg Svizzera                        | Hans Hiltebrand Ulrich Bächli Svizzera                                                   | Horst Schönau Andreas Kirchner Germania Est       |
| 1983 | Lake Placid            | Ralph Pichler Urs Leuthold Svizzera                     | Erich Schärer Max Rüegg Svizzera                                                         | Wolfgang Hoppe Dietmar Schauerhammer Germania Est |
| 1985 | Cervinia               | Wolfgang Hoppe Dietmar Schauerhammer Germania Est       | Detlef Richter Steffen Grummt Germania Est                                               | Zintis Ėkmanis Nikolaj Žirov Unione Sovietica     |
| 1986 | Schönau am Königssee   | Wolfgang Hoppe Dietmar Schauerhammer Germania Est       | Ralph Pichler Celeste Poltera Svizzera                                                   | Detlef Richter Steffen Grummt Germania Est        |
| 1987 | Sankt Moritz           | Ralph Pichler Celeste Poltera Svizzera                  | Hans Hiltebrand André Kiser Svizzera e Wolfgang Hoppe Dietmar Schauerhammer Germania Est | non assegnato                                     |
| 1989 | Cortina d'Ampezzo      | Wolfgang Hoppe Bogdan Musiol Germania Est               | Gustav Weder Bruno Gerber Svizzera                                                       | Jānis Ķipurs Aldis Intlers Unione Sovietica       |
| 1990 | Sankt Moritz           | Gustav Weder Bruno Gerber Svizzera                      | Harald Czudaj Axel Jang Germania Est                                                     | Wolfgang Hoppe Bogdan Musiol Germania Est         |
| 1991 | Altenberg              | Rudi Lochner Markus Zimmermann Germania                 | Gustav Weder Curdin Morell Svizzera                                                      | Wolfgang Hoppe René Hannemann Germania            |
| 1993 | Igls                   | Christoph Langen Peer Jöchel Germania                   | Gustav Weder Donat Acklin Svizzera                                                       | Wolfgang Hoppe René Hannemann Germania            |
| 1995 | Winterberg             | Christoph Langen Olaf Hampel Germania                   | Pierre Lueders Jack Pyc Canada                                                           | Éric Alard Éric Le Chanony Francia                |
| 1996 | Calgary                | Christoph Langen Markus Zimmermann Germania             | Pierre Lueders Dave MacEachern Canada                                                    | Reto Götschi Guido Acklin Svizzera                |
| 1997 | Sankt Moritz           | Reto Götschi Guido Acklin Svizzera                      | Günther Huber Antonio Tartaglia Italia                                                   | Brian Shimer Robert Olesen Stati Uniti            |
| 1999 | Cortina d'Ampezzo      | Günther Huber Enrico Costa Ubaldo Ranzi Italia          | Christoph Langen Markus Zimmermann Germania                                              | Bruno Mingeon Emmanuel Hostache Francia           |
| 2000 | Altenberg              | Christoph Langen Markus Zimmermann Germania             | André Lange René Hoppe Germania                                                          | Christian Reich Urs Aeberhard Svizzera            |
| 2001 | Sankt Moritz           | Christoph Langen Marco Jakobs Germania                  | Reto Götschi Cédric Grand Svizzera                                                       | Martin Annen Beat Hefti Svizzera                  |
| 2003 | Lake Placid            | André Lange Kevin Kuske Germania                        | Pierre Lueders Giulio Zardo Canada                                                       | René Spies Franz Sagmeister Germania              |
| 2004 | Schönau am Königssee   | Pierre Lueders Giulio Zardo Canada                      | Christoph Langen Markus Zimmermann Germania                                              | André Lange Kevin Kuske Germania                  |
| 2005 | Calgary                | Pierre Lueders Lascelles Brown Canada                   | André Lange Kevin Kuske Germania                                                         | Martin Annen Beat Hefti Svizzera                  |
| 2007 | Sankt Moritz           | André Lange Kevin Kuske Germania                        | Ivo Rüegg Aleksandr Streltsov Tommy Herzog Canada                                        | Simone Bertazzo Samuele Romanini Italia           |
| 2008 | Altenberg              | André Lange Kevin Kuske Germania                        | Thomas Florschütz Mirko Pätzold Germania                                                 | Aleksandr Zubkov Aleksej Voevoda Russia           |
| 2009 | Lake Placid            | Ivo Rüegg Cédric Grand Svizzera                         | Thomas Florschütz Marc Kühne Germania                                                    | Steven Holcomb Curtis Tomasevicz Stati Uniti      |
| 2011 | Schönau am Königssee   | Aleksandr Zubkov Aleksej Voevoda Russia                 | Thomas Florschütz Kevin Kuske Germania e Manuel Machata Andreas Bredau Germania          | non assegnato                                     |
| 2012 | Lake Placid            | Steven Holcomb Steven Langton Stati Uniti               | Lyndon Rush Jesse Lumsden Canada                                                         | Maximilian Arndt Kevin Kuske Germania             |
| 2013 | Sankt Moritz           | Francesco Friedrich Jannis Bäcker Germania              | Beat Hefti Thomas Lamparter Svizzera                                                     | Thomas Florschütz Andreas Bredau Germania         |
| 2015 | Winterberg             | Francesco Friedrich Thorsten Margis Germania            | Johannes Lochner Joshua Bluhm Germania e Oskars Melbārdis Daumants Dreiškens Lettonia    | non assegnato                                     |
| 2016 | Igls                   | Francesco Friedrich Thorsten Margis Germania            | Johannes Lochner Joshua Bluhm Germania                                                   | Beat Hefti Alex Baumann Svizzera                  |
| 2017 | Schönau am Königssee   | Francesco Friedrich Thorsten Margis Germania            | Justin Kripps Jesse Lumsden Canada                                                       | Johannes Lochner Joshua Bluhm Germania            |
| 2019 | Whistler               | Francesco Friedrich Thorsten Margis Germania            | Justin Kripps Cameron Stones Canada                                                      | Nico Walther Paul Krenz Germania                  |
| 2020 | Altenberg              | Francesco Friedrich Thorsten Margis Germania            | Johannes Lochner Christopher Weber Germania                                              | Oskars Ķibermanis Matīss Miknis Lettonia          |
| 2021 | Altenberg              | Francesco Friedrich Alexander Schüller Germania         | Johannes Lochner Eric Franke Germania                                                    | Hans Peter Hannighofer Christian Röder Germania   |
| 2023 | Sankt Moritz           | Johannes Lochner Georg Fleischhauer Germania            | Francesco Friedrich Alexander Schüller Germania                                          | Michael Vogt Sandro Michel Svizzera               |
| 2024 | Winterberg             | Francesco Friedrich Alexander Schüller Germania         | Adam Ammour Issam Ammour Germania                                                        | Johannes Lochner Georg Fleischhauer Germania      |

Nell'edizione di Schönau am Königssee 1979 Ohlwärter sostituì l'infortunato Schumann dopo la terza discesa. A Cortina d'Ampezzo 1999 Ranzi sostituì l'infortunato Costa dopo la prima discesa. A Sankt Moritz 2007 Herzog sostituì l'infortunato Streltsov dopo la terza discesa.

### Bob a quattro uomini
| Anno | Luogo                  | Oro | Argento | Bronzo |
| ---- | ---------------------- | --- | --- | --- |
| 1930 | Caux-sur-Montreux      | Franco Zaninetta Giorgio Biasini Antonio Dorini Gino Rossi Italia                                                                                     | Jean Mollen John Schneiter André Mollen William Prichard Svizzera                                                                      | Fritz Grau Picker Bertram Albert Brehme Germania                                                                                             |
| 1931 | Sankt Moritz           | Werner Zahn Robert Schmidt Franz Bock Emil Hinterfeld Germania                                                                                        | René Fonjallaz Gustave Fonjallaz N. Buchheim Gaston Fonjallaz Svizzera                                                                 | Dennis Field P. Coote R. Wallace J. Newcobe Gran Bretagna                                                                                    |
| 1934 | Garmisch-Partenkirchen | Hanns Kilian Fritz Schwarz Hermann von Valta Sebastian Huber Germania                                                                                 | Emil Angelescu Teodor Popescu Dumitru Gheorghiu Ion Gribincea Romania                                                                  | Jean de Suarez d'Aulan Rheims Bemish Jacques Bridou Francia                                                                                  |
| 1935 | Sankt Moritz           | Hanns Kilian Alexander Gruber Hermann von Valta Sebastian Huber Germania                                                                              | Pierre Musy Noldi Gartmann Charles Bouvier Joseph Beerli Svizzera                                                                      | Reto Capadrutt Fritz Feierabend A. Lardi H. Tami Svizzera                                                                                    |
| 1937 | St. Moritz             | Frederick McEvoy David Looker Charles Green Byran Black Gran Bretagna                                                                                 | Gerhard Fischer Lohfeld H. Fischer Rolf Thielecke Germania                                                                             | Donald Fox Clifford Gray Bill Dupree James Bickford Stati Uniti                                                                              |
| 1938 | Garmisch-Partenkirchen | Frederick McEvoy David Looker Charles Green Chris MacKintosh Gran Bretagna                                                                            | Hanns Kilian Werner Windhaus Bobby Braumiller Franz Kemser Germania                                                                    | Gerhard Fischer Lohfeld H. Fischer Rolf Thielecke Germania                                                                                   |
| 1939 | Cortina d'Ampezzo      | Fritz Feierabend Heinz Cattani Alphonse Hörning Joseph Beerli Svizzera                                                                                | Frederick McEvoy Peter Howard John Galt Critchley Charles Green Gran Bretagna                                                          | Hanns Kilian Werner Windhaus Hans Schmidt Franz Kemser] Germania                                                                             |
| 1947 | Sankt Moritz           | Fritz Feierabend Fritz Waller Felix Endrich Stephan Waser Svizzera                                                                                    | Max Houben Claude Houben Albert Lerat Jacques Mouvet Belgio                                                                            | Achille Fould Henri Evrot Robert Dumont William Hirigoyen Francia                                                                            |
| 1949 | Lake Placid            | Stanley Benham Patrick Martin William Casey William D'Amico Stati Uniti                                                                               | James Bickford Henry Sterns Pat Buckley Donald Dupree Stati Uniti                                                                      | Fritz Feierabend Werner Spring Friedrich Waller Heinrich Angst Svizzera                                                                      |
| 1950 | Cortina d'Ampezzo      | Stanley Benham Patrick Martin James Atkinson William D'Amico Stati Uniti                                                                              | Fritz Feierabend Albert Madörin Romi Spada Stephan Waser Svizzera                                                                      | Franz Kapus Franz Stöckli Hans Bolli Heinrich Angst Svizzera                                                                                 |
| 1951 | Alpe d'Huez            | Anderl Ostler Xavier Leitl Michael Pössinger Lorenz Nieberl Germania Ovest                                                                            | Stanley Benham Patrick Martin James Atkinson Gary Sheffield Stati Uniti                                                                | Franz Kapus Franz Stöckli Hans Bolli Heinrich Angst Svizzera                                                                                 |
| 1953 | Garmisch-Partenkirchen | Lloyd Johnson Piet Biesiadecki Hubert Miller Joseph Smith Stati Uniti                                                                                 | Anderl Ostler Heinz Wendlinger Hans Hohenester Rudi Erben Germania Ovest                                                               | Hans Rösch Michael Pössinger Dix Terne Sylvester Wackerle Germania Ovest e Kjell Holmström Walter Aronsson Nils Landgren Jan Lapidoth Svezia |
| 1954 | Cortina d'Ampezzo      | Fritz Feierabend Harry Warburton Gottfried Diener Heinrich Angst Svizzera                                                                             | Hans Rösch Michael Pössinger Dix Terne Sylvester Wackerle Germania Ovest                                                               | Theo Kitt Josef Grün Klaus Koppenberger Lorenz Nieberl Germania Ovest                                                                        |
| 1955 | Sankt Moritz           | Franz Kapus Gottfried Diener Robert Alt Heinrich Angst Svizzera                                                                                       | Fritz Feierabend Aby Gartmann Harry Warburton Rolf Gerber Svizzera                                                                     | Franz Schelle Jakob Nirschl Hans Henn Edmund Koller Germania Ovest                                                                           |
| 1957 | Sankt Moritz           | Hans Zoller Hans Theler Rolf Küderli Heinz Leu Svizzera                                                                                               | Eugenio Monti Ferdinando Piani Lino Pierdica Renzo Alverà Italia                                                                       | Arthur Tyler John Cole Robert Hagemes Thomas Butler Stati Uniti                                                                              |
| 1958 | Garmisch-Partenkirchen | Hans Rösch Alfred Hammer Theodore Bauer Walter Haller Germania Ovest                                                                                  | Franz Schelle Eduard Kaltenberger Josef Sterff Otto Göbl Germania Ovest                                                                | Sergio Zardini Massimo Bogana Renato Mocellini Alberto Righini Italia                                                                        |
| 1959 | Sankt Moritz           | Arthur Tyler Gary Sheffield Parker Voorhis Thomas Butler Stati Uniti                                                                                  | Sergio Zardini Alberto Righini Ferruccio Dalla Torre Romano Bonagura Italia                                                            | Franz Schelle Eduard Kaltenberger Josef Sterff Otto Göbl Germania Ovest                                                                      |
| 1960 | Cortina d'Ampezzo      | Eugenio Monti Furio Nordio Sergio Siorpaes Renzo Alverà Italia                                                                                        | Hans Rösch Alfred Hammer Theodore Bauer Albert Kandlbinder Germania Ovest                                                              | Max Angst Hansjörg Hirschbühl Gottfried Kottmann René Kuhl Svizzera                                                                          |
| 1961 | Lake Placid            | Eugenio Monti Sergio Siorpaes Furio Nordio Renzo Alverà Italia                                                                                        | Stanley Benham Gary Sheffield Jerry Tennant Chuck Pandolph Stati Uniti                                                                 | Gunnar Åhs Gunnar Garpö Erik Wennerberg Börje-Bengt Hedblom Svezia                                                                           |
| 1962 | Garmisch-Partenkirchen | Franz Schelle Josef Sterff Ludwig Siebert Otto Göbl Germania Ovest                                                                                    | Sergio Zardini Ferruccio Dalla Torre Enrico De Lorenzo Romano Bonagura Italia                                                          | Franz Isser Josef Isser Heinrich Isser Fritz Isser Austria                                                                                   |
| 1963 | Igls                   | Sergio Zardini Ferruccio Dalla Torre Renato Mocellini Romano Bonagura Italia                                                                          | Angelo Frigerio Mario Pallua Luigi De Bettin Sergio Mocellini Italia                                                                   | Erwin Thaler Reinhold Durnthaler Josef Nairz Adolf Koxeder Austria                                                                           |
| 1965 | Sankt Moritz           | Vic Emery Gerald Presley Michael Young Peter Kirby Canada                                                                                             | Nevio De Zordo Italo De Lorenzo Pietro Lesana Robert Mocellini Italia                                                                  | Fred Fortune Richard Knuckles Joe Wilson James Lord Stati Uniti                                                                              |
| 1966 | Cortina d'Ampezzo      | Gara cancellata dopo la morte del tedesco occidentale Toni Pensperger                                                                                 | Gara cancellata dopo la morte del tedesco occidentale Toni Pensperger                                                                  | Gara cancellata dopo la morte del tedesco occidentale Toni Pensperger                                                                        |
| 1967 | Alpe d'Huez            | Gara cancellata per le cattive condizioni della pista                                                                                                 | Gara cancellata per le cattive condizioni della pista                                                                                  | Gara cancellata per le cattive condizioni della pista                                                                                        |
| 1969 | Lake Placid            | Wolfgang Zimmerer Peter Utzschneider Walter Steinbauer Stefan Gaisreiter Germania Ovest                                                               | Gianfranco Gaspari Sergio Pompanin Roberto Zandonella Mario Armano Italia                                                              | Les Fenner Robert Huscher Howard Siler Allen Hachigian Stati Uniti                                                                           |
| 1970 | Sankt Moritz           | Nevio De Zordo Roberto Zandonella Mario Armano Luciano De Paolis Italia                                                                               | Wolfgang Zimmerer Walter Steinbauer Pepi Bader Peter Utzschneider Germania Ovest                                                       | René Stadler Hans Candrian Max Forster Peter Schärer Svizzera                                                                                |
| 1971 | Cervinia               | René Stadler Max Forster Erich Schärer Peter Schärer Svizzera                                                                                         | Oscar Dandrea Alessandro Bignozzi Antonio Brancaccio Renzo Caldara Italia                                                              | Wolfgang Zimmerer Stefan Gaisreiter Walter Steinbauer Peter Utzschneider Germania Ovest                                                      |
| 1973 | Lake Placid            | René Stadler Werner Camichel Erich Schärer Peter Schärer Svizzera                                                                                     | Werner Delle Karth Walter Delle Karth Hans Eichinger Fritz Sperling Austria                                                            | Wolfgang Zimmerer Stefan Gaisreiter Walter Steinbauer Peter Utzschneider Germania Ovest                                                      |
| 1974 | Sankt Moritz           | Wolfgang Zimmerer Albert Wurzer Peter Utzschneider Manfred Schumann Germania Ovest                                                                    | Hans Candrian Guido Casty Yves Marchand Gaudenz Beeli Svizzera                                                                         | Werner Delle Karth Walter Delle Karth Hans Eichinger Fritz Sperling Austria                                                                  |
| 1975 | Cervinia               | Erich Schärer Peter Schärer Werner Camichel Josef Benz Svizzera                                                                                       | Wolfgang Zimmerer Peter Utzschneider Albert Wurzer Fritz Ohlwärter Germania Ovest                                                      | Manfred Stengl Gert Krenn Franz Jakob Armin Vilas Austria                                                                                    |
| 1977 | Sankt Moritz           | Meinhard Nehmer Hans-Jürgen Gerhardt Bernhard Germeshausen Raimund Bethge Germania Est                                                                | Erich Schärer Ulrich Bächli Rudolf Marti Josef Benz Svizzera                                                                           | Jakob Resch Herbert Berg Fritz Ohlwärter Walter Barfuss Germania Ovest                                                                       |
| 1978 | Lake Placid            | Horst Schönau Harald Seifert Horst Bernhardt Bogdan Musiol Germania Est                                                                               | Erich Schärer Ulrich Bächli Rudolf Marti Josef Benz Svizzera                                                                           | Meinhard Nehmer Raimund Bethge Bernhard Germeshausen Hans-Jürgen Gerhardt Germania Est                                                       |
| 1979 | Schönau am Königssee   | Stefan Gaisreiter Dieter Gebard Hans Wagner Heinz Busche Germania Ovest                                                                               | Meinhard Nehmer Detlef Richter Bernhard Germeshausen Hans-Jürgen Gerhardt Germania Est                                                 | Erich Schärer Ulrich Bächli Hansjörg Trachsel Josef Benz Svizzera                                                                            |
| 1981 | Cortina d'Ampezzo      | Bernhard Germeshausen Henry Gerlach Michael Trübner Hans-Jürgen Gerhardt Germania Est                                                                 | Hans Hiltebrand Kurt Poletti Franz Weinberger Franz Isenegger Svizzera                                                                 | Erich Schärer Max Rüegg Tony Rüegg Josef Benz Svizzera                                                                                       |
| 1982 | Sankt Moritz           | Silvio Giobellina Heinz Stettler Urs Salzmann Rico Freiermuth Svizzera                                                                                | Bernhard Lehmann Roland Wetzig Bogdan Musiol Eberhard Weise Germania Est                                                               | Erich Schärer Franz Isenegger Tony Rüegg Max Rüegg Svizzera                                                                                  |
| 1983 | Lake Placid            | Ekkehard Fasser Hans Märcy Kurt Poletti Rolf Strittmatter Svizzera                                                                                    | Klaus Kopp Gerhard Oechsle Günther Neuberger Hajo Schuhmacher Germania Ovest                                                           | Detlef Richter Henry Gerlach Thomas Forch Dietmar Jerke Germania Est                                                                         |
| 1985 | Cervinia               | Bernhard Lehmann Matthias Trübner Ingo Voge Steffen Grummt Germania Est                                                                               | Detlef Richter Dietmar Jerke Bodo Ferl Matthias Legler Germania Est                                                                    | Silvio Giobellina Heinz Stettler Urs Salzmann Rico Freiermuth Svizzera                                                                       |
| 1986 | Schönau am Königssee   | Erich Schärer Kurt Meier Erwin Fassbind André Kiser Svizzera                                                                                          | Peter Kienast Franz Siegl Gerhard Redl Christian Mark Austria                                                                          | Ralph Pichler Heinrich Notter Celeste Poltera Roland Beerli Svizzera                                                                         |
| 1987 | Sankt Moritz           | Hans Hiltebrand Urs Fehlmann Erwin Fassbind André Kiser Svizzera                                                                                      | Wolfgang Hoppe Bogdan Musiol Roland Wetzig Dietmar Schauerhammer Germania Est                                                          | Ralph Pichler Heinrich Ott Edgar Dietsche Celeste Poltera Svizzera                                                                           |
| 1989 | Cortina d'Ampezzo      | Gustav Weder Curdin Morell Bruno Gerber Lorenz Schindelholz Svizzera                                                                                  | Nico Baracchi Christian Reich Donat Acklin René Mangold Svizzera                                                                       | Wolfgang Hoppe Bodo Ferl Bogdan Musiol Ingo Voge Germania Est                                                                                |
| 1990 | Sankt Moritz           | Gustav Weder Bruno Gerber Lorenz Schindelholz Curdin Morell Svizzera                                                                                  | Harald Czudaj Tino Bonk Alexander Szelig Axel Jang Germania Est                                                                        | Ingo Appelt Gerhard Redl Jürgen Mandl Harald Winkler Austria                                                                                 |
| 1991 | Altenberg              | Wolfgang Hoppe Bogdan Musiol Axel Kühn Christoph Langen Germania                                                                                      | Gustav Weder Bruno Gerber Lorenz Schindelholz Curdin Morell Svizzera                                                                   | Harald Czudaj Tino Bonk Axel Jang Alexander Szelig Germania                                                                                  |
| 1993 | Igls                   | Gustav Weder Donat Acklin Kurt Meier Domenico Semeraro Svizzera                                                                                       | Hubert Schösser Harald Winkler Gerhard Redl Gerhard Haidacher Austria                                                                  | Brian Shimer Bryan Leturgez Karlos Kirby Randy Jones Stati Uniti                                                                             |
| 1995 | Winterberg             | Wolfgang Hoppe René Hannemann Ulf Hielscher Carsten Embach Germania                                                                                   | Hubert Schösser Gerhard Redl Thomas Schroll Martin Schützenauer Austria                                                                | Harald Czudaj Thorsten Voss Udo Lehmann Alexander Szelig Germania                                                                            |
| 1996 | Calgary                | Christoph Langen Markus Zimmermann Sven Rühr Olaf Hampel Germania                                                                                     | Marcel Röhner Markus Wasser Thomas Schreiber Roland Tanner Svizzera                                                                    | Wolfgang Hoppe Thorsten Voss Sven Peter Carsten Embach Germania                                                                              |
| 1997 | Sankt Moritz           | Wolfgang Hoppe Sven Rühr René Hannemann Carsten Embach Germania                                                                                       | Dirk Wiese Christoph Bartsch Thorsten Voss Michael Liekmeier Germania                                                                  | Brian Shimer Chip Minton Randy Jones Robert Olesen Stati Uniti                                                                               |
| 1999 | Cortina d'Ampezzo      | Bruno Mingeon Emmanuel Hostache Éric Le Chanony Max Robert Francia                                                                                    | Marcel Röhner Markus Nüssli Beat Hefti Silvio Schaufelberger Svizzera                                                                  | Pierre Lueders Ken Leblanc Ben Hindle Matt Hindle Canada                                                                                     |
| 2000 | Altenberg              | André Lange René Hoppe Lars Behrendt Carsten Embach Germania                                                                                          | Christoph Langen Markus Zimmermann Tomas Platzer Sven Rühr Germania                                                                    | Christian Reich Bruno Aeberhard Urs Aeberhard Domenic Keller Svizzera                                                                        |
| 2001 | Sankt Moritz           | Christoph Langen Markus Zimmermann Sven Peter Alex Metzger Germania                                                                                   | André Lange Lars Behrendt René Hoppe Carsten Embach Germania                                                                           | Christian Reich Steve Anderhub Urs Aeberhard Domenic Keller Svizzera                                                                         |
| 2003 | Lake Placid            | André Lange René Hoppe Kevin Kuske Carsten Embach Germania                                                                                            | Todd Hays Bill Schuffenhauer Randy Jones Garrett Hines Stati Uniti                                                                     | Aleksandr Zubkov Aleksej Selivërstov Sergej Golubev Dmitrij Stëpuškin Russia                                                                 |
| 2004 | Schönau am Königssee   | André Lange Udo Lehmann Kevin Kuske René Hoppe Germania                                                                                               | Christoph Langen Christoph Heyder Enrico Kühn Jens Nohka Germania                                                                      | Todd Hays Pavle Jovanovic Bill Schuffenhauer Steve Mesler Stati Uniti                                                                        |
| 2005 | Calgary                | André Lange René Hoppe Kevin Kuske Martin Putze Germania                                                                                              | Aleksandr Zubkov Sergej Golubev Aleksej Selivërstov Dmitrij Stëpuškin Russia                                                           | Pierre Lueders Ken Kotyk Morgan Alexander Lascelles Brown Canada                                                                             |
| 2007 | St. Moritz             | Ivo Rüegg Thomas Lamparter Beat Hefti Cédric Grand Svizzera                                                                                           | Pierre Lueders Ken Kotyk David Bissett Lascelles Brown Canada                                                                          | André Lange René Hoppe Kevin Kuske Martin Putze Germania                                                                                     |
| 2008 | Altenberg              | André Lange René Hoppe Kevin Kuske Martin Putze Germania                                                                                              | Aleksandr Zubkov Roman Orešnikov Dmitrij Trunenkov Dmitrij Stëpuškin Russia                                                            | Matthias Höpfner Ronny Listner Thomas Pöge Alex Mann Germania                                                                                |
| 2009 | Lake Placid            | Steven Holcomb Justin Olsen Steve Mesler Curtis Tomasevicz Stati Uniti                                                                                | André Lange Alexander Rödiger Kevin Kuske Martin Putze Germania                                                                        | Jānis Miņins Daumants Dreiškens Oskars Melbārdis Intars Dambis Lettonia                                                                      |
| 2011 | Schönau am Königssee   | Manuel Machata Richard Adjei Andreas Bredau Christian Poser Germania                                                                                  | Karl Angerer Christian Friedrich Alex Mann Gregor Bermbach Germania                                                                    | Steven Holcomb Justin Olsen Steven Langton Curtis Tomasevicz Stati Uniti                                                                     |
| 2012 | Lake Placid            | Steven Holcomb Justin Olsen Steven Langton Curtis Tomasevicz Stati Uniti                                                                              | Maximilian Arndt Alexander Rödiger Kevin Kuske Martin Putze Germania                                                                   | Manuel Machata Marko Hübenbecker Andreas Bredau Christian Poser Germania                                                                     |
| 2013 | Sankt Moritz           | Maximilian Arndt Marko Hübenbecker Alexander Rödiger Martin Putze Germania                                                                            | Aleksandr Zubkov Aleksej Negodajlo Dmitrij Trunenkov Maksim Mokrousov Russia                                                           | Steven Holcomb Justin Olsen Steven Langton Curtis Tomasevicz Stati Uniti                                                                     |
| 2015 | Winterberg             | Maximilian Arndt Alexander Rödiger Kevin Korona Ben Heber Germania                                                                                    | Nico Walther Andreas Bredau Marko Hübenbecker Christian Poser Germania                                                                 | Oskars Melbārdis Daumants Dreiškens Arvis Vilkaste Jānis Strenga Lettonia                                                                    |
| 2016 | Igls                   | Oskars Melbārdis Daumants Dreiškens Arvis Vilkaste Jānis Strenga Lettonia                                                                             | Francesco Friedrich Candy Bauer Gregor Bermbach Thorsten Margis Germania                                                               | Rico Peter Bror van der Zijde Thomas Amrhein Simon Friedli Svizzera                                                                          |
| 2017 | Schönau am Königssee   | Francesco Friedrich Candy Bauer Martin Grothkopp Thorsten Margis Germania e Johannes Lochner Matthias Kagerhuber Joshua Bluhm Christian Rasp Germania | non assegnato | Nico Walther Kevin Kuske Kevin Korona Eric Franke Germania                                                                                   |
| 2019 | Whistler               | Francesco Friedrich Candy Bauer Martin Grothkopp Thorsten Margis Germania                                                                             | Oskars Ķibermanis Matīss Miknis Arvis Vilkaste Jānis Strenga Lettonia                                                                  | Justin Kripps Ryan Sommer Cameron Stones Benjamin Coakwell Canada                                                                            |
| 2020 | Altenberg              | Francesco Friedrich Candy Bauer Martin Grothkopp Alexander Schüller Germania                                                                          | Johannes Lochner Florian Bauer Christopher Weber Christian Rasp Germania                                                               | Nico Walther Paul Krenz Joshua Bluhm Eric Franke Germania                                                                                    |
| 2021 | Altenberg              | Francesco Friedrich Thorsten Margis Candy Bauer Alexander Schüller Germania                                                                           | Benjamin Maier Dănuț Ion Moldovan Markus Sammer Kristian Huber Austria                                                                 | Johannes Lochner Florian Bauer Christopher Weber Christian Rasp Germania                                                                     |
| 2023 | Sankt Moritz           | Francesco Friedrich Thorsten Margis Candy Bauer Alexander Schüller Germania                                                                           | Brad Hall Arran Gulliver Taylor Lawrence Greg Cackett Gran Bretagna e Emīls Cipulis Dāvis Spriņģis Matīss Miknis Edgars Nemme Lettonia | non assegnato |
| 2024 | Winterberg             | Francesco Friedrich Thorsten Margis Alexander Schüller Felix Straub Germania                                                                          | Johannes Lochner Florian Bauer Erec Bruckert Georg Fleischhauer Germania                                                               | Adam Ammour Issam Ammour Benedikt Hertel Rupert Schenk Germania                                                                              |

Nel 1933 non venne disputata la gara di bob a quattro. A Cortina d'Ampezzo 1966 venne annullata la gara a seguito della morte durante la competizione dell'atleta Toni Pensperger della Germania Ovest; una medaglia d'oro postuma venne assegnata a Pensperger, Ludwig Siebert, Helmut Werzer, e Roland Ebert. La gara dell'Alpe d'Huez 1967 venne cancellata a causa delle cattive condizioni della pista dovute all'alta temperatura.

### Gara a squadre
| Anno | Luogo                | Oro | Argento | Bronzo |
| ---- | -------------------- | --- | --- | --- |
| 2007 | Sankt Moritz         | Germania Frank Kleber Sandra Kiriasis Berit Wiacker Monique Riekewald Karl Angerer Marc Kühne                 | Stati Uniti Eric Bernotas Erin Pac Emily Azevedo Noelle Pikus-Pace Mike Kohn Curtis Tomasevicz                     | Svizzera Gregor Stähli Sabina Hafner Katharina Sutter Maya Pedersen Ivo Rüegg Thomas Lamparter                               |
| 2008 | Altenberg            | Germania Sebastian Haupt Sandra Kiriasis Berit Wiacker Anja Huber Matthias Höpfner Alex Mann                  | Canada Jon Montgomery Kaillie Humphries Jenni Hucul Michelle Kelly Lyndon Rush Nathan Cross                        | Stati Uniti Zach Lund Erin Pac Emily Azevedo Katie Uhlaender Steven Holcomb Curtis Tomasevicz                                |
| 2009 | Lake Placid          | Germania Frank Rommel Sandra Kiriasis Patricia Polifka Marion Trott Thomas Florschütz Andreas Barucha         | Svizzera Gregor Stähli Sabina Hafner Anne Dietrich Maya Pedersen Ivo Rüegg Cédric Grand                            | Stati Uniti Eric Bernotas Shauna Rohbock Valerie Fleming Katie Uhlaender Steven Holcomb Justin Olsen                         |
| 2011 | Schönau am Königssee | Germania Michi Halilovic Sandra Kiriasis Stephanie Schneider Marion Thees Francesco Friedrich Florian Becke   | Germania Frank Rommel Cathleen Martini Kristin Steinert Anja Huber Karl Angerer Alex Mann                          | Canada Jon Montgomery Kaillie Humphries Heather Moyse Mellisa Hollingsworth Lyndon Rush Cody Sorensen                        |
| 2012 | Lake Placid          | Stati Uniti Matthew Antoine Elana Meyers Emily Azevedo Katie Uhlaender Steven Holcomb Justin Olsen            | Germania Frank Rommel Sandra Kiriasis Berit Wiacker Marion Thees Maximilian Arndt Steven Deja                      | Canada John Fairbairn Kaillie Humphries Emily Baadsvik Mellisa Hollingsworth Justin Kripps Timothy Randall                   |
| 2013 | Sankt Moritz         | Stati Uniti John Daly Elana Meyers Lolo Jones Noelle Pikus-Pace Steven Holcomb Curtis Tomasevicz              | Germania Frank Rommel Sandra Kiriasis Sarah Noll Marion Thees Francesco Friedrich Gino Gerhardi                    | Canada Eric Neilson Kaillie Humphries Chelsea Valois Sarah Reid Lyndon Rush Cody Sorensen                                    |
| 2015 | Winterberg           | Germania Axel Jungk Cathleen Martini Lisette Thöne Tina Hermann Francesco Friedrich Martin Grothkopp          | Germania Christopher Grotheer Anja Schneiderheinze Franziska Bertels Anja Selbach Johannes Lochner Gregor Bermbach | Canada Dave Greszczyszyn Kaillie Humphries Kate O'Brien Elisabeth Vathje Justin Kripps Alexander Kopacz                      |
| 2016 | Igls                 | Germania Axel Jungk Anja Schneiderheinze Franziska Bertels Tina Hermann Johannes Lochner Tino Paasche         | Austria Matthias Guggenberger Christina Hengster Sanne Dekker Janine Flock Benjamin Maier Dănuț Ion Moldovan       | Germania Michael Zachrau Stephanie Schneider Anne Lobenstein Jacqueline Lölling Nico Walther Jannis Bäcker                   |
| 2017 | Schönau am Königssee | Germania Axel Jungk Mariama Jamanka Franziska Bertels Jacqueline Lölling Johannes Lochner Christian Rasp      | Germania Christopher Grotheer Stephanie Schneider Lisa-Marie Buckwitz Tina Hermann Nico Walther Philipp Wobeto     | Squadra Internazionale Alexander Gassner Maria Adela Constantin Andreea Grecu Anna Fernstädt Richard Oelsner Marc Rademacher |
| 2019 | Whistler             | Germania Christopher Grotheer Anna Köhler Lisa Sophie Gericke Sophia Griebel Johannes Lochner Marc Rademacher | Canada Dave Greszczyszyn Christine de Bruin Kristen Bujnowski Mirela Rahneva Nicholas Poloniato Keefer Joyce       | Stati Uniti Greg West Brittany Reinbolt Jessica Davis Savannah Graybill Geoffrey Gadbois Kristopher Horn                     |

## Medagliere
Aggiornato all'edizione 2023. In corsivo le nazioni non più esistenti.

### Totale
| Pos.   | Nazione                                   | Oro | Argento | Bronzo | Totale |
| ------ | ----------------------------------------- | --- | ------- | ------ | ------ |
| 1      | Germania (1918-1933) Germania (1933-1945) | 60  | 44      | 33     | 137    |
| 2      | Svizzera                                  | 32  | 28      | 31     | 91     |
| 3      | Italia (1861-1946)                        | 18  | 18      | 6      | 42     |
| 4      | Stati Uniti                               | 14  | 15      | 26     | 55     |
| 5      | Germania Ovest                            | 10  | 13      | 12     | 35     |
| 6      | Germania Est                              | 8   | 10      | 7      | 25     |
| 7      | Canada (1957-1965)                        | 5   | 11      | 11     | 27     |
| 8      | Gran Bretagna                             | 5   | 4       | 3      | 12     |
| 9      | Romania (1965-1989)                       | 2   | 2       | 2      | 6      |
| 10     | Austria                                   | 1   | 7       | 8      | 16     |
| 11     | Lettonia                                  | 1   | 3       | 3      | 7      |
| 12     | Russia                                    | 1   | 3       | 2      | 6      |
| 13     | Belgio                                    | 1   | 1       | 1      | 3      |
| 14     | Francia                                   | 1   | 0       | 4      | 5      |
| 15     | Cecoslovacchia                            | 0   | 2       | 0      | 2      |
| 16     | Svezia                                    | 0   | 0       | 2      | 2      |
| 16     | Unione Sovietica                          | 0   | 0       | 2      | 2      |
| 18     | Spagna                                    | 0   | 0       | 1      | 1      |
| 18     | Squadra Internazionale                    | 0   | 0       | 1      | 1      |
| Totale | Totale                                    | 159 | 161     | 155    | 475    |

### Monobob donne
| Pos.   | Nazione     | Oro | Argento | Bronzo | Totale |
| ------ | ----------- | --- | ------- | ------ | ------ |
| 1      | Germania    | 1   | 1       | 2      | 4      |
| 2      | Stati Uniti | 1   | 1       | 0      | 2      |
| Totale | Totale      | 2   | 2       | 2      | 6      |

### Bob a due donne
| Pos.   | Nazione       | Oro | Argento | Bronzo | Totale |
| ------ | ------------- | --- | ------- | ------ | ------ |
| 1      | Germania      | 10  | 10      | 7      | 27     |
| 2      | Stati Uniti   | 4   | 5       | 7      | 16     |
| 3      | Canada        | 2   | 2       | 3      | 7      |
| 4      | Gran Bretagna | 1   | 1       | 0      | 2      |
| 5      | Svizzera      | 1   | 0       | 1      | 2      |
| Totale | Totale        | 18  | 18      | 18     | 54     |

### Bob a due uomini
| Pos.   | Nazione                                   | Oro | Argento | Bronzo | Totale |
| ------ | ----------------------------------------- | --- | ------- | ------ | ------ |
| 1      | Germania (1918-1933) Germania (1933-1945) | 19  | 16      | 11     | 46     |
| 2      | Svizzera                                  | 15  | 14      | 14     | 43     |
| 3      | Italia (1861-1946)                        | 13  | 11      | 5      | 29     |
| 4      | Germania Ovest                            | 4   | 6       | 5      | 15     |
| 5      | Germania Est                              | 4   | 5       | 4      | 13     |
| 6      | Canada (1957-1965)                        | 2   | 6       | 1      | 9      |
| 7      | Gran Bretagna                             | 2   | 1       | 2      | 5      |
| 7      | Romania (1965-1989)                       | 2   | 1       | 2      | 5      |
| 9      | Stati Uniti                               | 1   | 4       | 7      | 12     |
| 10     | Austria                                   | 1   | 1       | 3      | 5      |
| 11     | Belgio                                    | 1   | 0       | 1      | 2      |
| 11     | Russia                                    | 1   | 0       | 1      | 2      |
| 13     | Cecoslovacchia                            | 0   | 2       | 0      | 2      |
| 14     | Lettonia                                  | 0   | 1       | 1      | 2      |
| 15     | Francia                                   | 0   | 0       | 2      | 2      |
| 15     | Unione Sovietica                          | 0   | 0       | 2      | 2      |
| 17     | Spagna                                    | 0   | 0       | 1      | 1      |
| Totale | Totale                                    | 65  | 68      | 62     | 195    |

### Bob a quattro uomini
| Pos.   | Nazione                                   | Oro | Argento | Bronzo | Totale |
| ------ | ----------------------------------------- | --- | ------- | ------ | ------ |
| 1      | Germania (1918-1933) Germania (1933-1945) | 22  | 12      | 12     | 46     |
| 2      | Svizzera                                  | 16  | 13      | 15     | 44     |
| 3      | Germania Ovest                            | 6   | 7       | 7      | 20     |
| 4      | Stati Uniti                               | 6   | 4       | 9      | 19     |
| 5      | Italia (1861-1946)                        | 5   | 7       | 1      | 13     |
| 6      | Germania Est                              | 4   | 5       | 3      | 12     |
| 7      | Gran Bretagna                             | 2   | 2       | 1      | 5      |
| 8      | Lettonia                                  | 1   | 2       | 2      | 5      |
| 9      | Canada (1957-1965)                        | 1   | 1       | 3      | 5      |
| 10     | Francia                                   | 1   | 0       | 2      | 3      |
| 11     | Austria                                   | 0   | 5       | 5      | 10     |
| 12     | Russia                                    | 0   | 3       | 1      | 4      |
| 13     | Romania (1965-1989)                       | 0   | 1       | 0      | 1      |
| 13     | Belgio                                    | 0   | 1       | 0      | 1      |
| 15     | Svezia                                    | 0   | 0       | 2      | 2      |
| Totale | Totale                                    | 64  | 63      | 63     | 190    |

### Gara a squadre
| Pos.   | Nazione                | Oro | Argento | Bronzo | Totale |
| ------ | ---------------------- | --- | ------- | ------ | ------ |
| 1      | Germania               | 8   | 5       | 1      | 14     |
| 2      | Stati Uniti            | 2   | 1       | 3      | 6      |
| 3      | Canada                 | 0   | 2       | 4      | 6      |
| 4      | Svizzera               | 0   | 1       | 1      | 2      |
| 5      | Austria                | 0   | 1       | 0      | 1      |
| 6      | Squadra Internazionale | 0   | 0       | 1      | 1      |
| Totale | Totale                 | 10  | 10      | 10     | 30     |

## Statistiche e record

### Titoli vinti
Tutte le graduatorie sono aggiornate all'edizione 2023. In grassetto le atlete e gli atleti ancora in attività.

#### Graduatoria totale

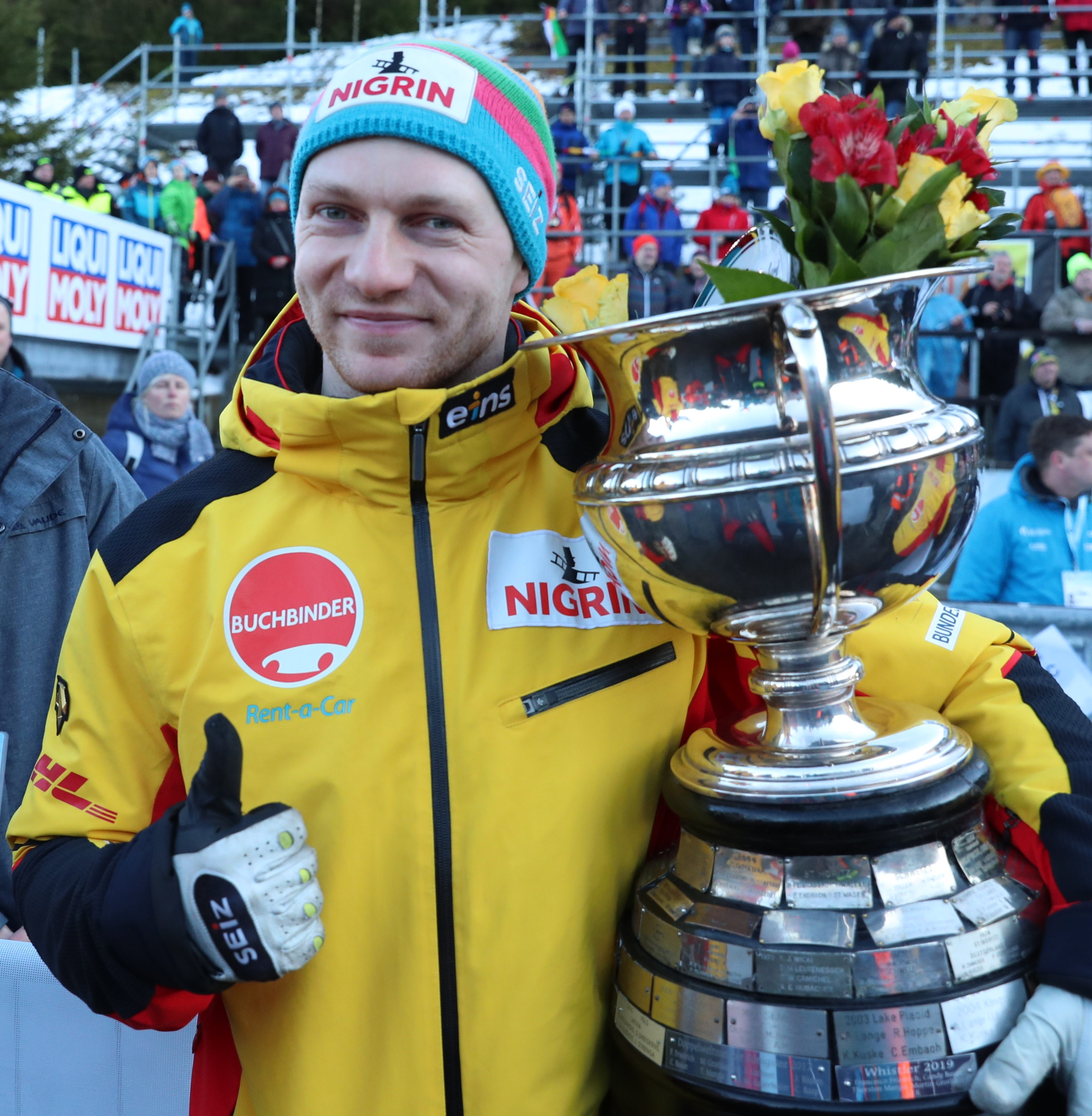
Francesco Friedrich ai campionati mondiali di Altenberg 2020

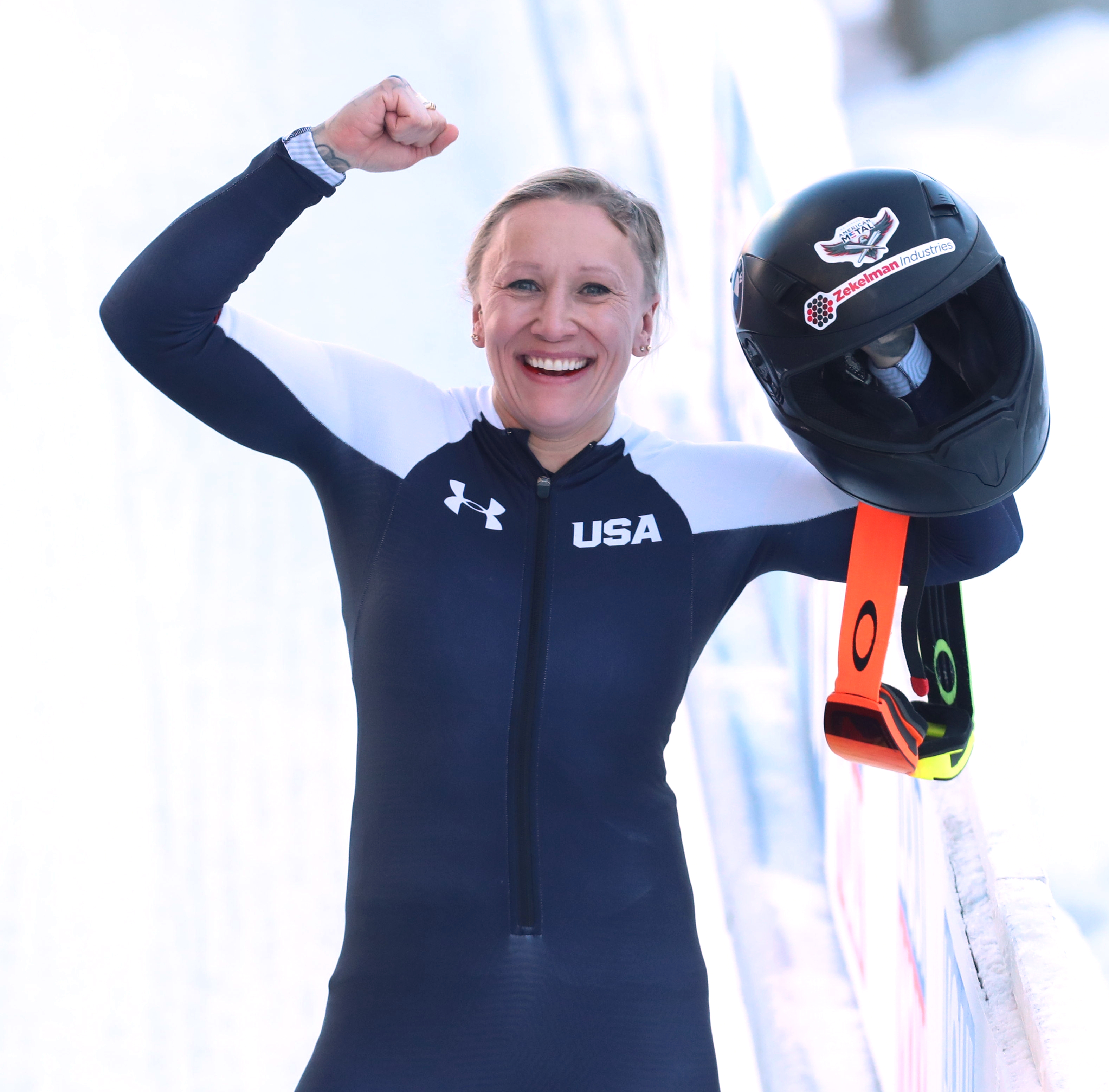
Kaillie Humphries ai campionati mondiali di Altenberg 2021

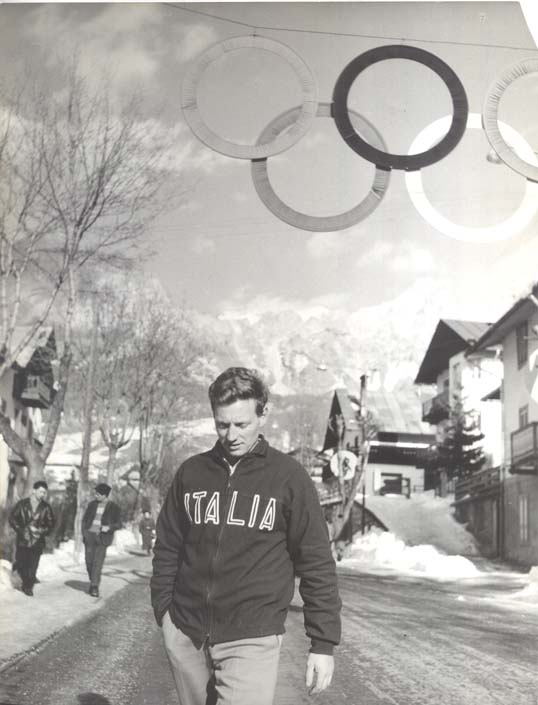
Eugenio Monti a Cortina d'Ampezzo nel 1956

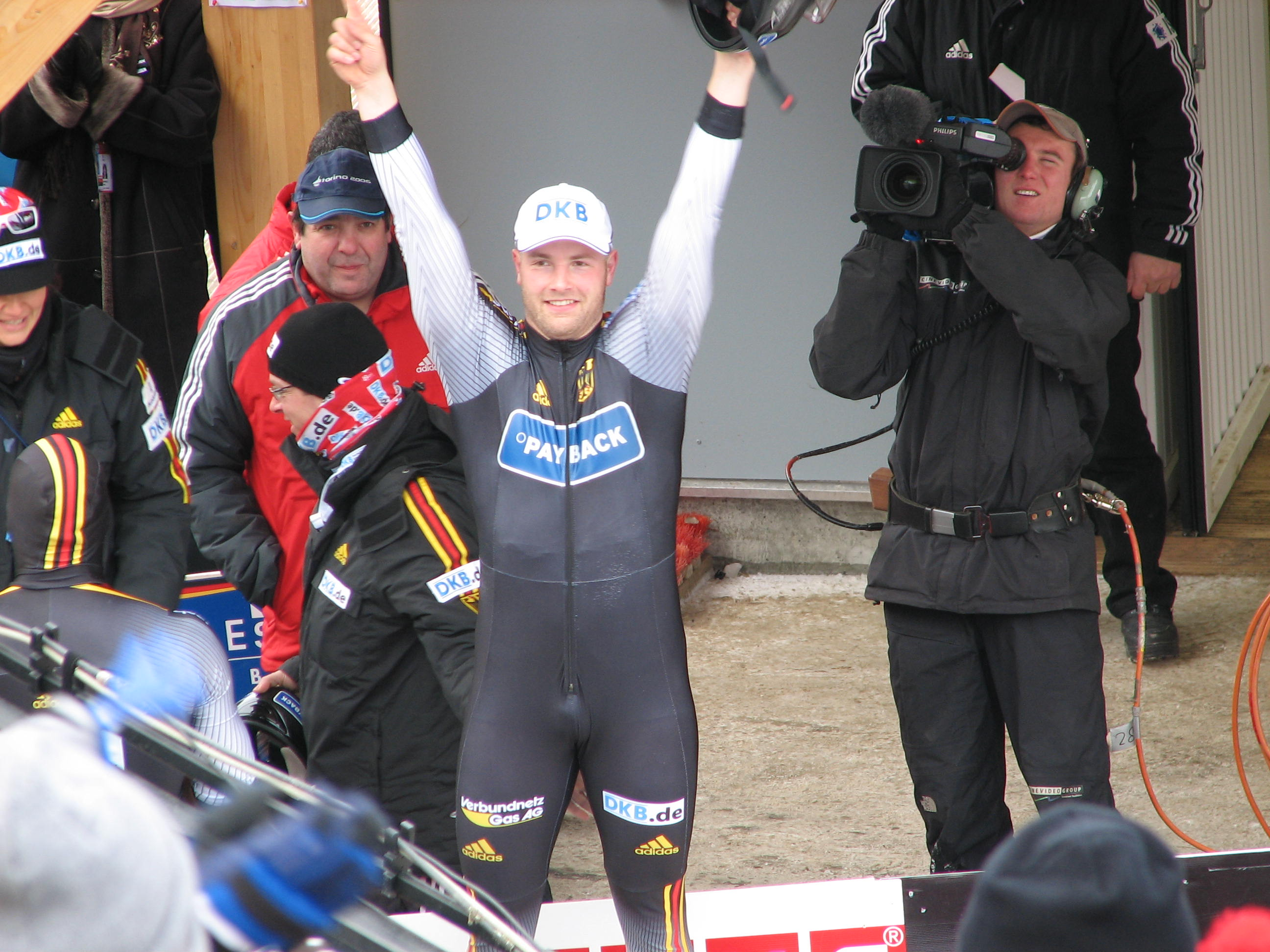
André Lange ai campionati mondiali di Altenberg 2008

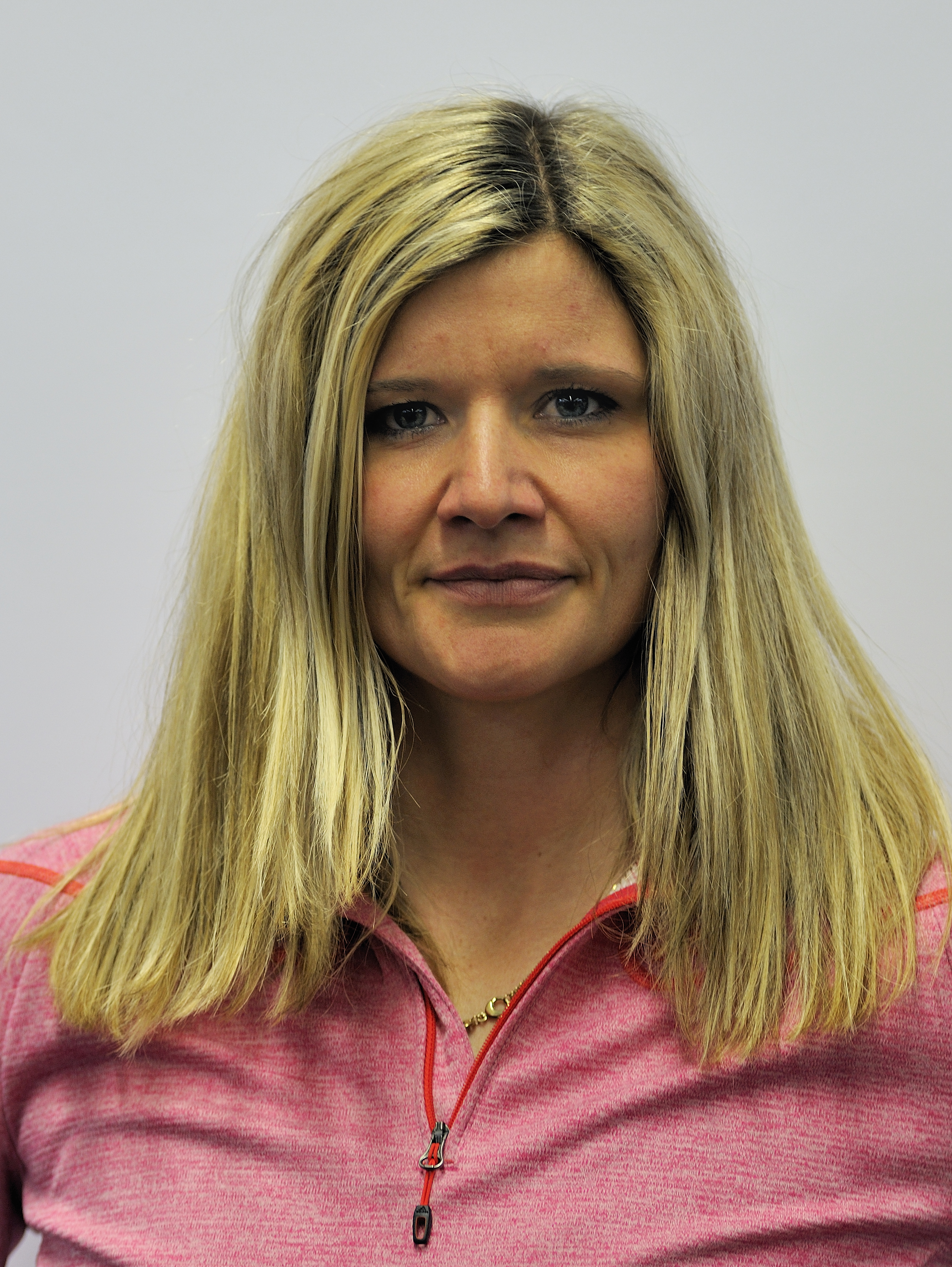
Sandra Kiriasis nel 2014

Nella seguente classifica generale sono indicate/i tutte le atlete e tutti gli atleti che hanno vinto almeno cinque titoli mondiali in qualsiasi disciplina (monobob, bob a due, bob a quattro e/o gara a squadre), ordinate/i per numero di vittorie.
| Pos. | Atleta              | Nazione                 | Titoli | Monobob | Bob a due | Bob a quattro | Gara a squadre |
| ---- | ------------------- | ----------------------- | ------ | ------- | --------- | ------------- | -------------- |
| 1    | Francesco Friedrich | Germania                | 14     | -       | 7         | 5             | 2              |
| 2    | Eugenio Monti       | Italia                  | 9      | -       | 7         | 2             | -              |
| 3    | André Lange         | Germania                | 8      | -       | 3         | 5             | -              |
| 3    | Christoph Langen    | Germania                | 8      | -       | 5         | 3             | -              |
| 3    | Thorsten Margis     | Germania                | 9      | -       | 5         | 4             | -              |
| 6    | Sandra Kiriasis     | Germania                | 7      | -       | 3         | -             | 4              |
| 6    | Kevin Kuske         | Germania                | 7      | -       | 3         | 4             | -              |
| 6    | Erich Schärer       | Svizzera                | 7      | -       | 3         | 4             | -              |
| 9    | Renzo Alverà        | Italia                  | 6      | -       | 4         | 2             | -              |
| 9    | Fritz Feierabend    | Svizzera                | 6      | -       | 3         | 3             | -              |
| 9    | Wolfgang Hoppe      | Germania Est / Germania | 6      | -       | 3         | 3             | -              |
| 12   | Steven Holcomb      | Stati Uniti             | 5      | -       | 1         | 2             | 2              |
| 12   | René Hoppe          | Germania                | 5      | -       | -         | 5             | -              |
| 12   | Kaillie Humphries   | Canada / Stati Uniti    | 5      | 1       | 4         | -             | -              |
| 12   | Johannes Lochner    | Germania                | 5      | -       | 1         | 1             | 3              |
| 12   | Sergio Siorpaes     | Italia                  | 5      | -       | 3         | 2             | -              |

#### Monobob donne
Nella seguente classifica sono indicate tutte le atlete vincitrici di almeno due titoli nel monobob femminile, ordinate per numero di vittorie.
| Pos. | Atleta            | Nazione     | Titoli | Edizioni vinte |
| ---- | ----------------- | ----------- | ------ | -------------- |
| 1    | Kaillie Humphries | Stati Uniti | 1      | 2021           |
| 1    | Laura Nolte       | Germania    | 1      | 2023           |

#### Bob a due donne
Nella seguente classifica sono indicate tutte le atlete vincitrici di almeno due titoli nel bob a due femminile, ordinate per numero di vittorie.
| Pos. | Atleta               | Nazione              | Titoli | Da pilota | Da frenatrice | Edizioni vinte         |
| ---- | -------------------- | -------------------- | ------ | --------- | ------------- | ---------------------- |
| 1    | Kaillie Humphries    | Canada / Stati Uniti | 4      | 4         | -             | 2012, 2013, 2020, 2021 |
| 2    | Sandra Kiriasis      | Germania             | 3      | 3         | -             | 2005, 2007, 2008       |
| 2    | Romy Logsch          | Germania             | 3      | -         | 3             | 2007, 2008, 2011       |
| 4    | Annika Drazek        | Germania             | 2      | -         | 2             | 2016, 2019             |
| 4    | Susi Erdmann         | Germania             | 2      | 2         | -             | 2003, 2004             |
| 4    | Anja Schneiderheinze | Germania             | 2      | 1         | 1             | 2005, 2016             |
| 4    | Elana Meyers-Taylor  | Stati Uniti          | 2      | 2         | -             | 2015, 2017             |

#### Bob a due uomini
Nella seguente classifica sono indicati tutti gli atleti vincitori di almeno tre titoli nel bob a due maschile, ordinati per numero di vittorie.
| Pos. | Atleta              | Nazione      | Titoli | Da pilota | Da frenatore | Edizioni vinte                           |
| ---- | ------------------- | ------------ | ------ | --------- | ------------ | ---------------------------------------- |
| 1    | Francesco Friedrich | Germania     | 7      | 7         | -            | 2013, 2015, 2016, 2017, 2019, 2020, 2021 |
| 1    | Eugenio Monti       | Italia       | 7      | 7         | -            | 1957, 1958, 1959, 1960, 1961, 1963, 1966 |
| 3    | Christoph Langen    | Germania     | 5      | 5         | -            | 1993, 1995, 1996, 2000, 2001             |
| 3    | Thorsten Margis     | Germania     | 5      | -         | 5            | 2015, 2016, 2017, 2019, 2020             |
| 5    | Renzo Alverà        | Italia       | 4      | -         | 4            | 1957, 1958, 1959, 1960                   |
| 6    | Fritz Feierabend    | Svizzera     | 3      | 3         | -            | 1947, 1950, 1955                         |
| 6    | Wolfgang Hoppe      | Germania Est | 3      | 3         | -            | 1985, 1986, 1989                         |
| 6    | Kevin Kuske         | Germania     | 3      | -         | 3            | 2003, 2007, 2008                         |
| 6    | André Lange         | Germania     | 3      | 3         | -            | 2003, 2007, 2008                         |
| 6    | Erich Schärer       | Svizzera     | 3      | -         | 3            | 1978, 1979, 1982                         |
| 6    | Sergio Siorpaes     | Italia       | 3      | -         | 3            | 1961, 1963, 1966                         |

#### Bob a quattro uomini
Nella seguente classifica sono indicati tutti gli atleti vincitori di almeno tre titoli nel bob a due maschile, ordinati per numero di vittorie.
| Pos. | Atleta              | Nazione  | Titoli | Da pilota | Da frenatore | Edizioni vinte               |
| ---- | ------------------- | -------- | ------ | --------- | ------------ | ---------------------------- |
| 1    | Candy Bauer         | Germania | 5      | -         | 5            | 2017, 2019, 2020, 2021, 2023 |
| 1    | Francesco Friedrich | Germania | 5      | 5         | -            | 2017, 2019, 2020, 2021, 2023 |
| 1    | René Hoppe          | Germania | 5      | -         | 5            | 2000, 2003, 2004, 2005, 2008 |
| 1    | André Lange         | Germania | 5      | 5         | -            | 2000, 2003, 2004, 2005, 2008 |
| 5    | Carsten Embach      | Germania | 4      | -         | 4            | 1995, 1997, 2000, 2003       |
| 5    | Kevin Kuske         | Germania | 4      | -         | 4            | 2003, 2004, 2005, 2008       |
| 5    | Thorsten Margis     | Germania | 4      | 2         | 2            | 2017, 2019, 2021, 2023       |
| 5    | Erich Schärer       | Svizzera | 4      | 2         | 2            | 1971, 1973, 1975, 1986       |
| 9    | Fritz Feierabend    | Svizzera | 3      | 3         | -            | 1939, 1947, 1954             |
| 9    | Martin Grothkopp    | Germania | 3      | -         | 3            | 2017, 2019, 2020             |
| 9    | Wolfgang Hoppe      | Germania | 3      | 3         | -            | 1991, 1995, 1997             |
| 9    | Christoph Langen    | Germania | 3      | 2         | 1            | 1991, 1996, 2001             |
| 9    | Martin Putze        | Germania | 3      | -         | 3            | 2005, 2008, 2013             |
| 9    | Peter Schärer       | Svizzera | 3      | -         | 3            | 1971, 1973, 1975             |
| 9    | Alexander Schüller  | Germania | 3      | -         | 3            | 2017, 2020, 2021, 2023       |
| 9    | Gustav Weder        | Svizzera | 3      | 3         | -            | 1989, 1990, 1993             |

#### Gara a squadre
Nella seguente classifica sono indicate/i tutte le atlete e tutti gli atleti che hanno vinto di almeno due titoli nella gara a squadre miste, ordinate/i per numero di vittorie.
| Pos. | Atleta              | Nazione     | Titoli | Edizioni vinte         |
| ---- | ------------------- | ----------- | ------ | ---------------------- |
| 1    | Sandra Kiriasis     | Germania    | 4      | 2007, 2008, 2009, 2011 |
| 2    | Johannes Lochner    | Germania    | 3      | 2016, 2017, 2019       |
| 3    | Franziska Bertels   | Germania    | 2      | 2016, 2017             |
| 3    | Francesco Friedrich | Germania    | 2      | 2011, 2015             |
| 3    | Steven Holcomb      | Stati Uniti | 2      | 2012, 2013             |
| 3    | Elana Meyers-Taylor | Stati Uniti | 2      | 2012, 2013             |
| 3    | Berit Wiacker       | Germania    | 2      | 2007, 2008             |

#### Totale bob donne
Nella seguente classifica sono indicate tutte le atlete vincitrici di almeno due titoli nelle discipline del monobob e del bob a due femminili, ordinate per numero di vittorie.
| Pos. | Atleta               | Nazione              | Titoli | Monobob | Bob a due |
| ---- | -------------------- | -------------------- | ------ | ------- | --------- |
| 1    | Kaillie Humphries    | Canada / Stati Uniti | 5      | 1       | 4         |
| 2    | Sandra Kiriasis      | Germania             | 3      | -       | 3         |
| 2    | Romy Logsch          | Germania             | 3      | -       | 3         |
| 4    | Annika Drazek        | Germania             | 2      | -       | 2         |
| 4    | Susi Erdmann         | Germania             | 2      | -       | 2         |
| 4    | Elana Meyers-Taylor  | Stati Uniti          | 2      | -       | 2         |
| 4    | Anja Schneiderheinze | Germania             | 2      | -       | 2         |

#### Totale bob uomini
Nella seguente classifica sono indicati tutti gli atleti vincitori di almeno quattro titoli nelle discipline del bob a due e del bob a quattro maschili, ordinati per numero di vittorie.
| Pos. | Atleta              | Nazione                 | Titoli | Bob a due | Bob a quattro |
| ---- | ------------------- | ----------------------- | ------ | --------- | ------------- |
| 1    | Francesco Friedrich | Germania                | 12     | 7         | 5             |
| 2    | Thorsten Margis     | Germania                | 9      | 5         | 4             |
| 2    | Eugenio Monti       | Italia                  | 9      | 7         | 2             |
| 4    | André Lange         | Germania                | 8      | 3         | 5             |
| 4    | Christoph Langen    | Germania                | 8      | 5         | 3             |
| 6    | Kevin Kuske         | Germania                | 7      | 3         | 4             |
| 6    | Erich Schärer       | Svizzera                | 7      | 3         | 4             |
| 8    | Renzo Alverà        | Italia                  | 6      | 4         | 2             |
| 8    | Fritz Feierabend    | Svizzera                | 6      | 3         | 3             |
| 8    | Wolfgang Hoppe      | Germania Est / Germania | 6      | 3         | 3             |
| 11   | Candy Bauer         | Germania                | 5      | -         | 5             |
| 11   | René Hoppe          | Germania                | 5      | -         | 5             |
| 11   | Sergio Siorpaes     | Italia                  | 5      | 3         | 2             |
| 14   | Carsten Embach      | Germania                | 4      | -         | 4             |
| 14   | Alexander Schüller  | Germania                | 4      | 1         | 3             |
| 14   | Peter Utzschneider  | Germania Ovest          | 4      | 2         | 2             |
| 14   | Gustav Weder        | Svizzera                | 4      | 1         | 3             |
| 14   | Wolfgang Zimmerer   | Germania Ovest          | 4      | 2         | 2             |
| 14   | Markus Zimmermann   | Germania                | 4      | 2         | 2             |

#### Doppiette monobob/bob a due
Nella seguente classifica sono indicate tutte le atlete che hanno ottenuto almeno una doppietta, ovvero coloro che hanno vinto il titolo mondiale sia nel monobob che nel bob a due femminili nella stessa edizione dei campionati, ordinate per numero di doppiette.
| Pos. | Atleta            | Nazione     | Doppiette | Edizioni |
| ---- | ----------------- | ----------- | --------- | -------- |
| 1    | Kaillie Humphries | Stati Uniti | 1         | 2021     |

#### Doppiette bob a due/bob a quattro
Nella seguente classifica sono indicati tutti gli atleti che hanno ottenuto almeno due doppiette, ovvero coloro che hanno vinto il titolo mondiale sia nel bob a due che nel bob a quattro nella stessa edizione dei campionati per almeno due volte, ordinati per numero di doppiette.
| Pos. | Atleta              | Nazione  | Doppiette | Edizioni               |
| ---- | ------------------- | -------- | --------- | ---------------------- |
| 1    | Francesco Friedrich | Germania | 4         | 2017, 2019, 2020, 2021 |
| 2    | Kevin Kuske         | Germania | 2         | 2003, 2008             |
| 2    | André Lange         | Germania | 2         | 2003, 2008             |
| 2    | Christoph Langen    | Germania | 2         | 1996, 2001             |
| 2    | Thorsten Margis     | Germania | 2         | 2017, 2019             |
| 2    | Eugenio Monti       | Italia   | 2         | 1960, 1961             |

#### Totale donne
Nella seguente classifica generale sono indicate tutte le atlete che hanno vinto almeno due titoli mondiali nelle discipline del monobob, del bob a due e/o nella gara a squadre, ordinate per numero totale di vittorie.
| Pos. | Atleta               | Nazione              | Titoli | Monobob | Bob a due | Gara a squadre |
| ---- | -------------------- | -------------------- | ------ | ------- | --------- | -------------- |
| 1    | Sandra Kiriasis      | Germania             | 7      | -       | 3         | 4              |
| 2    | Kaillie Humphries    | Canada / Stati Uniti | 5      | 1       | 4         | -              |
| 3    | Elana Meyers-Taylor  | Stati Uniti          | 4      | -       | 2         | 2              |
| 4    | Romy Logsch          | Germania             | 3      | -       | 3         | -              |
| 4    | Anja Schneiderheinze | Germania             | 3      | -       | 2         | 1              |
| 6    | Franziska Bertels    | Germania             | 2      | -       | -         | 2              |
| 6    | Annika Drazek        | Germania             | 2      | -       | 2         | -              |
| 6    | Susi Erdmann         | Germania             | 2      | -       | 2         | -              |
| 6    | Mariama Jamanka      | Germania             | 2      | -       | 1         | 1              |
| 6    | Cathleen Martini     | Germania             | 2      | -       | 1         | 1              |
| 6    | Berit Wiacker        | Germania             | 2      | -       | 1         | 1              |

#### Totale uomini
Nella seguente classifica generale sono indicati tutti gli atleti che hanno vinto almeno cinque titoli mondiali nelle discipline del bob a due, del bob a quattro e/o della gara a squadre, ordinati per numero totale di vittorie.
| Pos. | Atleta              | Nazione                 | Titoli | Bob a due | Bob a quattro | Gara a squadre |
| ---- | ------------------- | ----------------------- | ------ | --------- | ------------- | -------------- |
| 1    | Francesco Friedrich | Germania                | 14     | 7         | 5             | 2              |
| 2    | Thorsten Margis     | Germania                | 9      | 5         | 4             | -              |
| 2    | Eugenio Monti       | Italia                  | 9      | 7         | 2             | -              |
| 4    | André Lange         | Germania                | 8      | 3         | 5             | -              |
| 4    | Christoph Langen    | Germania                | 8      | 5         | 3             | -              |
| 6    | Kevin Kuske         | Germania                | 7      | 3         | 4             | -              |
| 6    | Erich Schärer       | Svizzera                | 7      | 3         | 4             | -              |
| 8    | Renzo Alverà        | Italia                  | 6      | 4         | 2             | -              |
| 8    | Fritz Feierabend    | Svizzera                | 6      | 3         | 3             | -              |
| 8    | Wolfgang Hoppe      | Germania Est / Germania | 6      | 3         | 3             | -              |
| 11   | Candy Bauer         | Germania                | 5      | -         | 5             | -              |
| 11   | Steven Holcomb      | Stati Uniti             | 5      | 1         | 2             | 2              |
| 11   | René Hoppe          | Germania                | 5      | -         | 5             | -              |
| 11   | Sergio Siorpaes     | Italia                  | 5      | 3         | 2             | -              |

### Medaglie conquistate
Tutte le graduatorie sono aggiornate all'edizione 2023. In grassetto le atlete e gli atleti ancora in attività.

#### Graduatoria totale
Nella seguente classifica generale sono indicate le prime quindici posizioni tra tutte le atlete e tutti gli atleti che hanno vinto medaglie mondiali in qualsiasi disciplina (monobob, bob a due, bob a quattro e/o gara a squadre), ordinate prima per numero e poi per tipologia (con precedenza agli ori, poi agli argenti e infine ai bronzi).
| Pos. | Atleta              | Nazione                 | Totale | Oro | Argento | Bronzo | Prima medaglia | Ultima medaglia |
| ---- | ------------------- | ----------------------- | ------ | --- | ------- | ------ | -------------- | --------------- |
| 1    | Francesco Friedrich | Germania                | 17     | 14  | 3       | 0      | 2011 (O)       | 2023 (O)        |
| 2    | Kevin Kuske         | Germania                | 15     | 7   | 4       | 4      | 2003 (O)       | 2017 (B)        |
| 3    | Kaillie Humphries   | Canada / Stati Uniti    | 15     | 5   | 4       | 6      | 2008 (A)       | 2023 (B)        |
| 4    | André Lange         | Germania                | 14     | 8   | 4       | 2      | 2000 (O)       | 2009 (A)        |
| 5    | Erich Schärer       | Svizzera                | 14     | 7   | 3       | 4      | 1971 (O)       | 1986 (O)        |
| 6    | Wolfgang Hoppe      | Germania Est / Germania | 14     | 6   | 2       | 6      | 1983 (B)       | 1997 (O)        |
| 7    | Sandra Kiriasis     | Germania                | 13     | 7   | 5       | 1      | 2003 (A)       | 2013 (A)        |
| 8    | Johannes Lochner    | Germania                | 13     | 5   | 6       | 2      | 2015 (A)       | 2023 (O)        |
| 9    | Christoph Langen    | Germania                | 12     | 8   | 4       | 0      | 1991 (O)       | 2004 (A)        |
| 10   | Fritz Feierabend    | Svizzera                | 12     | 6   | 3       | 3      | 1935 (B)       | 1955 (A)        |
| 11   | Thorsten Margis     | Germania                | 10     | 9   | 1       | 0      | 2015 (O)       | 2023 (O)        |
| 11   | Eugenio Monti       | Italia                  | 10     | 9   | 1       | 0      | 1957 (O)       | 1966 (O)        |
| 13   | Steven Holcomb      | Stati Uniti             | 10     | 5   | 0       | 5      | 2008 (B)       | 2013 (B)        |
| 14   | Sergio Zardini      | Italia                  | 10     | 1   | 6       | 3      | 1958 (A)       | 1963 (O)        |
| 15   | Peter Utzschneider  | Germania Ovest          | 9      | 4   | 3       | 2      | 1969 (O)       | 1975 (A)        |
| 15   | Wolfgang Zimmerer   | Germania Ovest          | 9      | 4   | 3       | 2      | 1969 (O)       | 1975 (A)        |

#### Totale donne
Nella seguente classifica sono indicate le prime dieci posizioni tra le atlete che hanno vinto medaglie mondiali in qualsiasi disciplina (monobob, bob a due e/o gara a squadre), ordinate prima per numero e poi per tipologia (con precedenza agli ori, poi agli argenti e infine ai bronzi).
| Pos. | Atleta               | Nazione              | Totale | Oro | Argento | Bronzo | Prima medaglia | Ultima medaglia |
| ---- | -------------------- | -------------------- | ------ | --- | ------- | ------ | -------------- | --------------- |
| 1    | Kaillie Humphries    | Canada / Stati Uniti | 15     | 5   | 4       | 6      | 2008 (A)       | 2023 (B)        |
| 2    | Sandra Kiriasis      | Germania             | 13     | 7   | 5       | 1      | 2003 (A)       | 2013 (A)        |
| 3    | Elana Meyers-Taylor  | Stati Uniti          | 8      | 4   | 2       | 2      | 2009 (A)       | 2017 (O)        |
| 4    | Cathleen Martini     | Germania             | 8      | 2   | 3       | 3      | 2003 (B)       | 2015 (O)        |
| 5    | Anja Schneiderheinze | Germania             | 6      | 3   | 3       | 0      | 2004 (A)       | 2016 (O)        |
| 6    | Stephanie Schneider  | Germania             | 6      | 1   | 3       | 2      | 2011 (O)       | 2021 (A)        |
| 7    | Shauna Rohbock       | Stati Uniti          | 5      | 0   | 2       | 3      | 2005 (B)       | 2011 (A)        |
| 8    | Franziska Bertels    | Germania             | 4      | 2   | 1       | 1      | 2013 (B)       | 2017 (O)        |
| 9    | Valerie Fleming      | Stati Uniti          | 4      | 0   | 1       | 3      | 2005 (B)       | 2011 (A)        |
| 10   | Romy Logsch          | Germania             | 3      | 3   | 0       | 0      | 2007 (O)       | 2011 (O)        |

#### Totale uomini
Nella seguente classifica sono indicate le prime quindici posizioni tra gli atleti che hanno vinto medaglie mondiali in qualsiasi disciplina (bob a due, bob a quattro e/o gara a squadre), ordinate prima per numero e poi per tipologia (con precedenza agli ori, poi agli argenti e infine ai bronzi).
| Pos. | Atleta              | Nazione                 | Totale | Oro | Argento | Bronzo | Prima medaglia | Ultima medaglia |
| ---- | ------------------- | ----------------------- | ------ | --- | ------- | ------ | -------------- | --------------- |
| 1    | Francesco Friedrich | Germania                | 17     | 14  | 3       | 0      | 2011 (O)       | 2023 (O)        |
| 2    | Kevin Kuske         | Germania                | 15     | 7   | 4       | 4      | 2003 (O)       | 2017 (B)        |
| 3    | André Lange         | Germania                | 14     | 8   | 4       | 2      | 2000 (O)       | 2009 (A)        |
| 4    | Erich Schärer       | Svizzera                | 14     | 7   | 3       | 4      | 1971 (O)       | 1986 (O)        |
| 5    | Wolfgang Hoppe      | Germania Est / Germania | 14     | 6   | 2       | 6      | 1983 (B)       | 1997 (O)        |
| 6    | Johannes Lochner    | Germania                | 13     | 5   | 6       | 2      | 2015 (A)       | 2023 (O)        |
| 7    | Christoph Langen    | Germania                | 12     | 8   | 4       | 0      | 1991 (O)       | 2004 (A)        |
| 8    | Fritz Feierabend    | Svizzera                | 12     | 6   | 3       | 3      | 1935 (B)       | 1955 (A)        |
| 9    | Thorsten Margis     | Germania                | 10     | 9   | 1       | 0      | 2015 (O)       | 2023 (O)        |
| 9    | Eugenio Monti       | Italia                  | 10     | 9   | 1       | 0      | 1957 (O)       | 1966 (O)        |
| 11   | Steven Holcomb      | Stati Uniti             | 10     | 5   | 0       | 5      | 2008 (B)       | 2013 (B)        |
| 12   | Sergio Zardini      | Italia                  | 10     | 1   | 6       | 3      | 1958 (A)       | 1963 (O)        |
| 13   | Peter Utzschneider  | Germania Ovest          | 9      | 4   | 3       | 2      | 1969 (O)       | 1975 (A)        |
| 13   | Wolfgang Zimmerer   | Germania Ovest          | 9      | 4   | 3       | 2      | 1969 (O)       | 1975 (A)        |
| 15   | René Hoppe          | Germania                | 8      | 5   | 2       | 1      | 2000 (A)       | 2008 (O)        |

#### Bob a due donne
Nella seguente classifica sono indicate tutte le atlete che hanno vinto almeno tre medaglie mondiali nella disciplina del bob a due femminile, ordinate prima per numero e poi per tipologia (con precedenza agli ori, poi agli argenti e infine ai bronzi).
| Pos. | Atleta               | Nazione              | Totale | Oro | Argento | Bronzo | Prima medaglia | Ultima medaglia |
| ---- | -------------------- | -------------------- | ------ | --- | ------- | ------ | -------------- | --------------- |
| 1    | Kaillie Humphries    | Canada / Stati Uniti | 8      | 4   | 2       | 2      | 2011 (B)       | 2023 (B)        |
| 2    | Sandra Kiriasis      | Germania             | 7      | 3   | 3       | 1      | 2003 (A)       | 2013 (B)        |
| 3    | Elana Meyers-Taylor  | Stati Uniti          | 6      | 2   | 2       | 2      | 2009 (A)       | 2017 (O)        |
| 4    | Cathleen Martini     | Germania             | 6      | 1   | 2       | 3      | 2003 (B)       | 2015 (B)        |
| 5    | Anja Schneiderheinze | Germania             | 4      | 2   | 2       | 0      | 2004 (A)       | 2016 (O)        |
| 6    | Shauna Rohbock       | Stati Uniti          | 4      | 0   | 2       | 2      | 2005 (B)       | 2011 (A)        |
| 7    | Romy Logsch          | Germania             | 3      | 3   | 0       | 0      | 2007 (O)       | 2011 (O)        |
| 8    | Annika Drazek        | Germania             | 3      | 2   | 1       | 0      | 2015 (A)       | 2019 (O)        |
| 9    | Susi Erdmann         | Germania             | 3      | 2   | 0       | 1      | 2001 (B)       | 2004 (O)        |
| 10   | Jean Racine          | Stati Uniti          | 3      | 0   | 2       | 1      | 2000 (A)       | 2004 (B)        |
| 10   | Janine Tischer       | Germania             | 3      | 0   | 2       | 1      | 2007 (A)       | 2009 (B)        |
| 12   | Valerie Fleming      | Stati Uniti          | 3      | 0   | 1       | 2      | 2005 (B)       | 2011 (A)        |

#### Bob a due uomini
Nella seguente classifica sono indicati tutti gli atleti che hanno vinto almeno cinque medaglie mondiali nella disciplina del bob a due maschile, ordinate prima per numero e poi per tipologia (con precedenza agli ori, poi agli argenti e infine ai bronzi).
| Pos. | Atleta              | Nazione                 | Totale | Oro | Argento | Bronzo | Prima medaglia | Ultima medaglia |
| ---- | ------------------- | ----------------------- | ------ | --- | ------- | ------ | -------------- | --------------- |
| 1    | Francesco Friedrich | Germania                | 8      | 7   | 1       | 0      | 2013 (O)       | 2023 (A)        |
| 2    | Wolfgang Hoppe      | Germania Est / Germania | 8      | 3   | 1       | 4      | 1983 (B)       | 1993 (B)        |
| 3    | Eugenio Monti       | Italia                  | 7      | 7   | 0       | 0      | 1957 (O)       | 1966 (O)        |
| 4    | Christoph Langen    | Germania                | 7      | 5   | 2       | 0      | 1993 (O)       | 2004 (A)        |
| 5    | Kevin Kuske         | Germania                | 7      | 3   | 2       | 2      | 2003 (O)       | 2012 (B)        |
| 6    | André Lange         | Germania                | 6      | 3   | 2       | 1      | 2000 (A)       | 2008 (O)        |
| 7    | Johannes Lochner    | Germania                | 6      | 1   | 4       | 1      | 2015 (A)       | 2023 (O)        |
| 8    | Sergio Zardini      | Italia                  | 6      | 0   | 4       | 2      | 1958 (A)       | 1963 (A)        |
| 9    | Thorsten Margis     | Germania                | 5      | 5   | 0       | 0      | 2015 (O)       | 2020 (O)        |
| 10   | Fritz Feierabend    | Svizzera                | 5      | 3   | 1       | 1      | 1938 (B)       | 1955 (O)        |
| 10   | Erich Schärer       | Svizzera                | 5      | 3   | 1       | 1      | 1978 (O)       | 1983 (A)        |
| 12   | Pierre Lueders      | Canada                  | 5      | 2   | 3       | 0      | 1995 (A)       | 2005 (O)        |

#### Bob a quattro uomini
Nella seguente classifica sono indicati tutti gli atleti che hanno vinto almeno cinque medaglie mondiali nella disciplina del bob a quattro maschile, ordinate prima per numero e poi per tipologia (con precedenza agli ori, poi agli argenti e infine ai bronzi).
| Pos. | Atleta              | Nazione                 | Totale | Oro | Argento | Bronzo | Prima medaglia | Ultima medaglia |
| ---- | ------------------- | ----------------------- | ------ | --- | ------- | ------ | -------------- | --------------- |
| 1    | Erich Schärer       | Svizzera                | 9      | 4   | 2       | 3      | 1971 (O)       | 1986 (O)        |
| 2    | André Lange         | Germania                | 8      | 5   | 2       | 1      | 2000 (O)       | 2009 (A)        |
| 3    | Kevin Kuske         | Germania                | 8      | 4   | 2       | 2      | 2003 (O)       | 2017 (B)        |
| 4    | René Hoppe          | Germania                | 7      | 5   | 1       | 1      | 2000 (O)       | 2008 (O)        |
| 5    | Fritz Feierabend    | Svizzera                | 7      | 3   | 2       | 2      | 1935 (B)       | 1955 (A)        |
| 6    | Candy Bauer         | Germania                | 6      | 5   | 1       | 0      | 2016 (A)       | 2023 (O)        |
| 6    | Francesco Friedrich | Germania                | 6      | 5   | 1       | 0      | 2016 (A)       | 2023 (O)        |
| 8    | Carsten Embach      | Germania                | 6      | 4   | 1       | 1      | 1995 (O)       | 2003 (O)        |
| 9    | Martin Putze        | Germania                | 6      | 3   | 2       | 1      | 2005 (O)       | 2013 (O)        |
| 10   | Wolfgang Hoppe      | Germania Est / Germania | 6      | 3   | 1       | 2      | 1987 (A)       | 1997 (O)        |
| 11   | Peter Utzschneider  | Germania Ovest          | 6      | 2   | 2       | 2      | 1969 (O)       | 1975 (A)        |
| 11   | Wolfgang Zimmerer   | Germania Ovest          | 6      | 2   | 2       | 2      | 1969 (O)       | 1975 (A)        |
| 13   | Thorsten Margis     | Germania                | 5      | 4   | 1       | 0      | 2016 (A)       | 2023 (O)        |
| 14   | Christoph Langen    | Germania                | 5      | 3   | 2       | 0      | 1991 (O)       | 2004 (A)        |
| 15   | Bogdan Musiol       | Germania Est / Germania | 5      | 2   | 2       | 1      | 1978 (O)       | 1991 (O)        |
| 16   | Heinrich Angst      | Svizzera                | 5      | 2   | 0       | 3      | 1949 (B)       | 1955 (O)        |
| 17   | Josef Benz          | Svizzera                | 5      | 1   | 2       | 2      | 1975 (O)       | 1981 (B)        |

#### Gara a squadre
Nella seguente classifica generale sono indicate tutte le atlete e tutti gli atleti che hanno vinto almeno tre medaglie mondiali nella gara a squadre miste, ordinate prima per numero e poi per tipologia (con precedenza agli ori, poi agli argenti e infine ai bronzi).
| Pos. | Atleta              | Nazione     | Totale | Oro | Argento | Bronzo | Prima medaglia | Ultima medaglia |
| ---- | ------------------- | ----------- | ------ | --- | ------- | ------ | -------------- | --------------- |
| 1    | Sandra Kiriasis     | Germania    | 6      | 4   | 2       | 0      | 2007 (O)       | 2013 (A)        |
| 2    | Kaillie Humphries   | Canada      | 5      | 0   | 1       | 4      | 2008 (A)       | 2015 (B)        |
| 3    | Johannes Lochner    | Germania    | 4      | 3   | 1       | 0      | 2015 (A)       | 2019 (O)        |
| 4    | Steven Holcomb      | Stati Uniti | 4      | 2   | 0       | 2      | 2008 (B)       | 2013 (O)        |
| 5    | Franziska Bertels   | Germania    | 3      | 2   | 1       | 0      | 2015 (A)       | 2017 (O)        |
| 5    | Francesco Friedrich | Germania    | 3      | 2   | 1       | 0      | 2011 (O)       | 2015 (O)        |
| 5    | Berit Wiacker       | Germania    | 3      | 2   | 1       | 0      | 2007 (O)       | 2012 (A)        |
| 8    | Emily Azevedo       | Stati Uniti | 3      | 1   | 1       | 1      | 2007 (A)       | 2012 (O)        |
| 8    | Stephanie Schneider | Germania    | 3      | 1   | 1       | 1      | 2011 (O)       | 2017 (A)        |
| 8    | Curtis Tomasevicz   | Stati Uniti | 3      | 1   | 1       | 1      | 2007 (A)       | 2013 (O)        |
| 11   | Lyndon Rush         | Canada      | 3      | 0   | 1       | 2      | 2008 (A)       | 2013 (B)        |